# Революційний класицизм

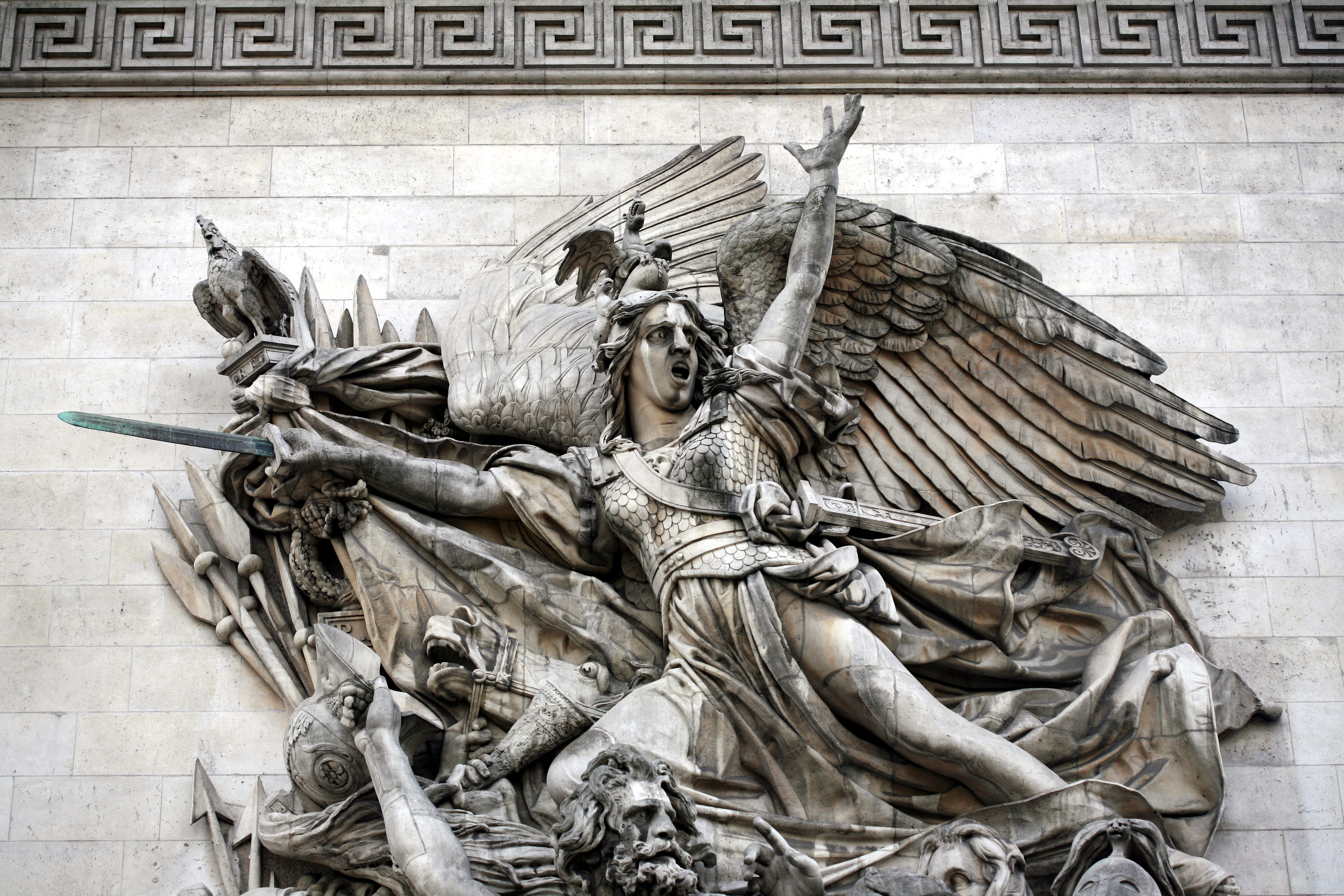
«Слава твоя переживе століття, навіть коли розсиплеться мідь…», антична епітафія на могилі філософа.

Революці́йний класици́зм — історично короткий період розвитку французького варіанту класицизму в роки французької революції, що відобразив ідеали революції. Існував близько десяти років. 

## Стилістика в передреволюційний період

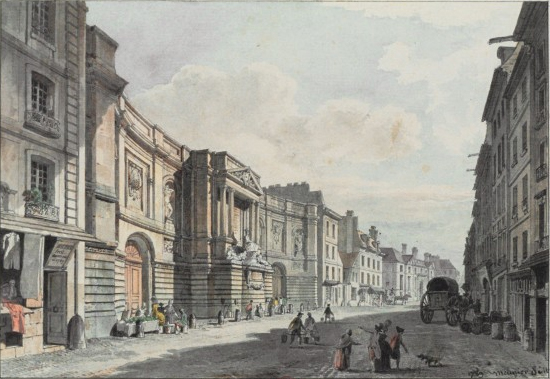
Фонтан Чотирьох Сезонів, вулиця Гренель, 1745 р.

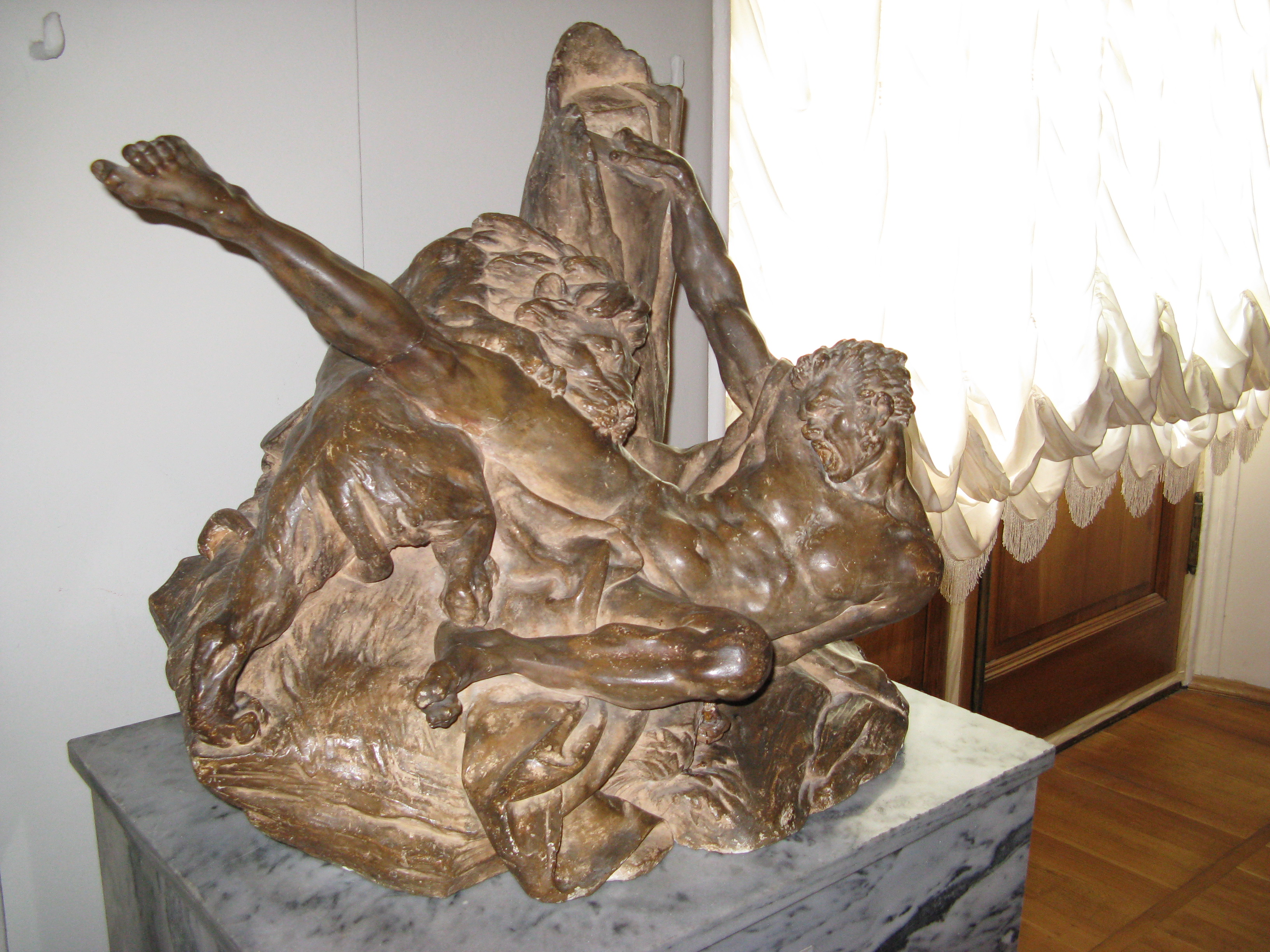
Етьєн Моріс Фальконе. «Смерть Мілона Кротонського», теракота.

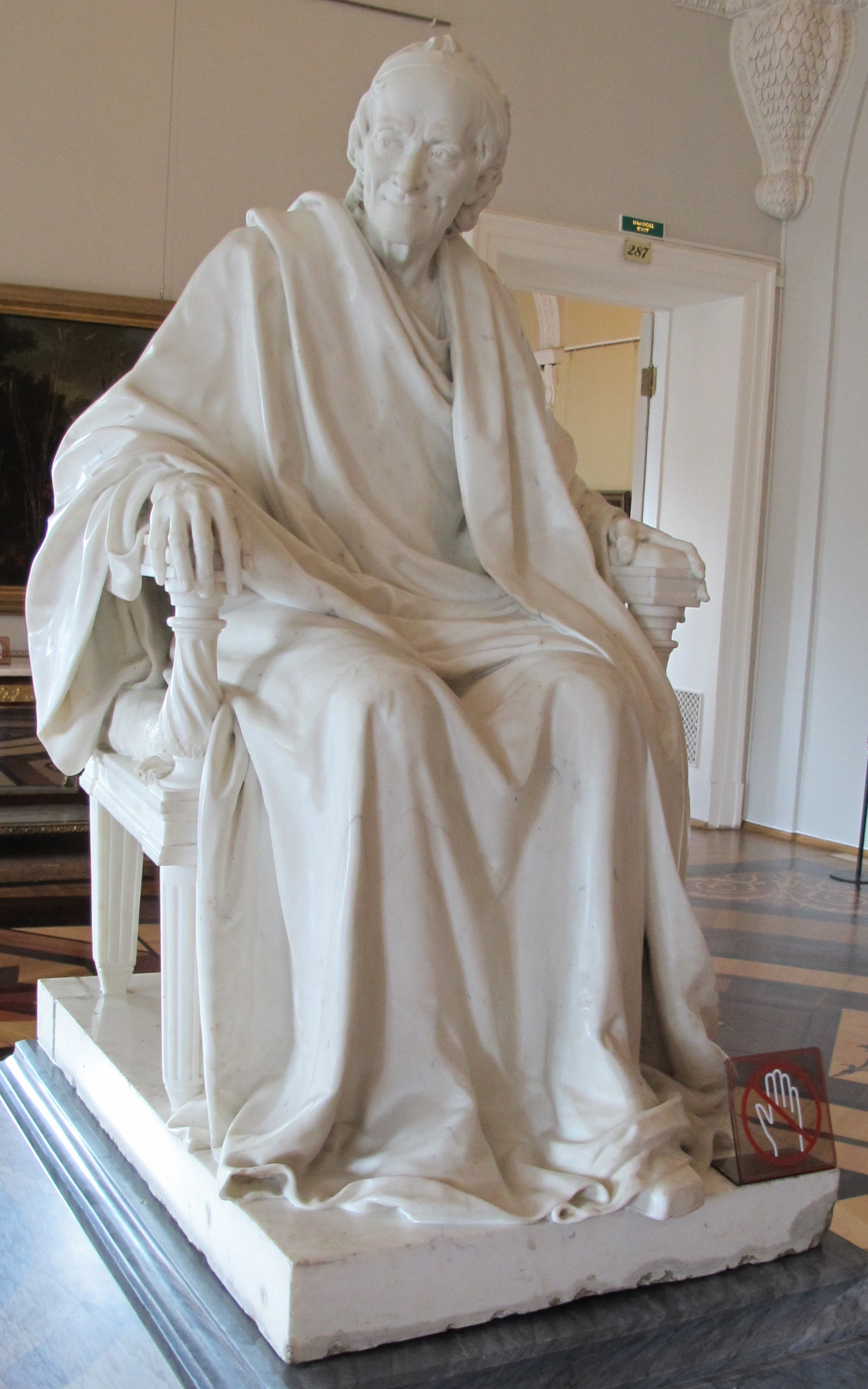
Гудон. «Вольтер в кріслі», 1781 р.

У мистецтві Франції панівною стилістикою середини 18 ст. залишалось рококо з домішками пізнього бароко і сюжетами з античної історії та міфології. Стилістика рококо була діяльно підтримана королівським двором і вищою аристократією Франції, впливовою особою яких була офіційна фаворитка короля і меценат — Маркіза де Помпадур.
Але не всі прихильно ставилися до стилю рококо навіть у Франції. Спроби відійти від стилістики рококо робив скульптор Едм Бушардон (1698—1762). Вже в перших своїх творах Бушардон зробив спроби відмовитися від грайливого рококо, спираючись на досвід французького класицизму 17 ст. та на лаконізм античного мистецтва. Отримавши замовлення на побудову фонтану Чотирьох Сезонів в Парижі, він створив твір, що нічим не нагадував стилістику рококо ні в архітектурі, ні в скульптурному декорі. Навіть пізні твори «класичної» фігури рококо — художника Жана-Оноре Фрагонара свідчать про відхід від рококо та орієнтацію на тверезий, реалістичний живопис Голландії 17 століття.
Життя та творчість Етьєна Моріса Фальконе припали на пору досить швидкої зміни декількох мистецьких стилів — пізнього бароко, рококо і класицизму. Митець широкого мистецького діапазону, Фальконе вдало працював в кожному з них, про що свідчать скульптурні групи «Смерть Мілона Кротонського», релігійні скульптури в церкві Св. Роха, алегоричні статуї «Музика» та «Зима», дрібна порцелянова пластика в стилі рококо.
Примхливе і чудернацьке рококо не здатне було якісно відтворити героїчні, могутні характери. Обмеженість стилістики рококо добре відчував той же Фальконе. І коли отримав замову на кінний монумент царю Петру І (Мідний Вершник), повністю відмовився від прийомів рококо, звернувшись до зразків античності і розвиненого бароко. Рококо могло не все.
Відхід від настанов рококо притаманний і творам художника Гюбера Робера, і скульптора Жана Антуана Гудона, інших митців другої половини 18 ст. Нова хвиля класицизму зміцнювала власні позиції і в архітектурі, і в декорі, і в графіці. Тогочасні інтер'єри набувають логіки і тектонічності, орнаменти чи ліплення межують з порожнечею стіни і підкреслюють мистецьку якість пейзажного живопису чи пейзажного парку за вікнами. Цікавість до давньоримської античності підсилюють хижацькі археологічні розкопки в Помпеях та Геркуланумі. Французькі меблярі (від Різенера до Жакоба) широко використовують римські форми, запозичені з археологічних видань і мають фінансовий успіх. Пасторалі і примхи рококо набридають навіть королівському оточенню. Представники історичного живопису створюють нові помпезні композиції, де намагаються уславити «суспільні якості» монархів минулого і сучасності, які сприймаються як прояви лояльності до влади і її звеличення. В моді героїзація монархів, навіть якщо ті не мають сильних характерів, а їх історичний внесок — мізерний.

## Новий мистецький лідер

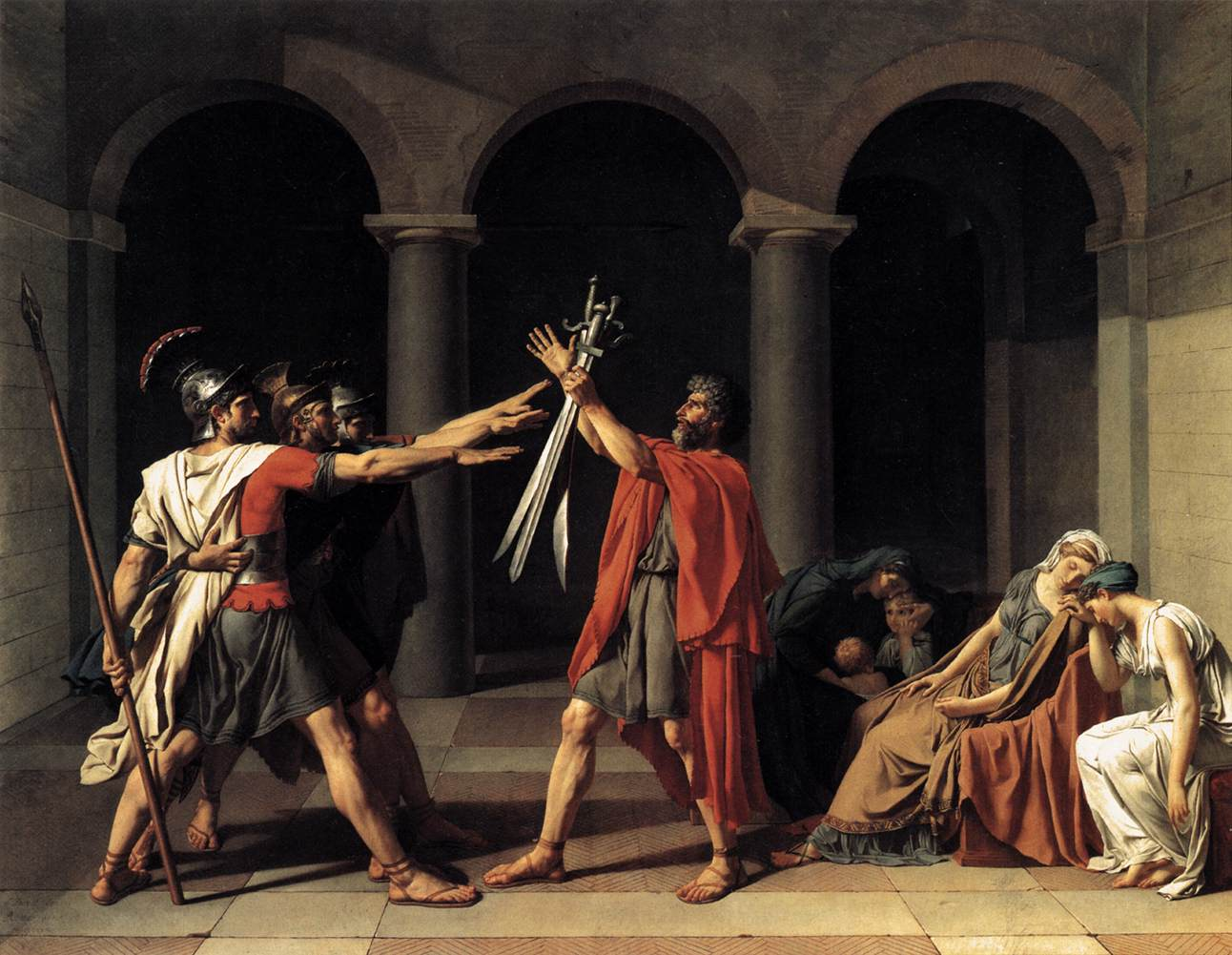
«Присяга Гораціїв» 1784—1785 рр. Лувр, Париж. Збірка короля Людовика XVI, зал № 75.

У ранніх творах художника Ж.-Л. Давіда — все ті ж античні персонажі, що й на картинах відомих представників панівного стилю, лялькові, манірні («Двобій Марса і Венери», «Діти Ніоби, яких постріляли Діана і Аполлон» та ін.) Навіть рання картина «Смерть філософа Сенеки» з трагічним сюжетом — лялькова і манірна. Фігурки людей — маленькі, всі метушаться навколо помираючого, жести — занадто театральні, а колорит — як на обгортці цукерки. Забуваєш, що це розповідь про смерть. Існувала безліч подібних картин.
Після перебування і наполегливої праці у Римі (1775–1780) виникає абсолютно інший митець, послідовник класицизму давньоримського зразка, його найкращий представник у мистецтві Франції 18 століття. Програмним твором цього періоду стала картина «Присяга Гораціїв». Ніяких маленьких фігур, ніякої метушні, ніяких солоденько-цукеркових фарб. Брати клянуться перед військовим походом і йдуть на смерть. Смерті ще нема (два брати з трьох загинуть), а смерть вже відчувається в суворих фарбах і урочисто-пригніченому настрої твору.
Таким чином, в передреволюційне десятиліття творчість Жака-Луї Давіда була лише складовою частиною загальнофранцузького стилю класицизм. І лише його велетенська обдарованість виділяла його серед інших. Він, як і найчутливіші митці доби, рішуче відмовився від стилістики тендітного рококо, відкривши нові можливості в іншому стилі і загалом в мистецтві, давши поштовх розвитку і розв'язанню мистецьких проблем майбутнього 19 століття.
Героїчний пафос картини «Присяга Гораціїв» 1784 року вводить в оману всіх несвідомих, що теж відносять цей твір до революційного класицизму (тоді як в 1784 році ніякої революції не було і ще не могло бути). Більше того, картина створена по замові короля Франції Людовика XVI і мала прикрасити залу одного з королівських палаців в Шуазі. Вона і увійшла до королівських колекцій. Людовик XVI не був і не міг бути ні діячем революції, ні прихильником стилю революційного класицизму. Сюжет картини був схвалений державними посадовцями і входив в серію картин з парадоксальною на нинішні смаки назвою «Добрі вчинки королів».

## Класицизм на службі революції 1789—1799 років

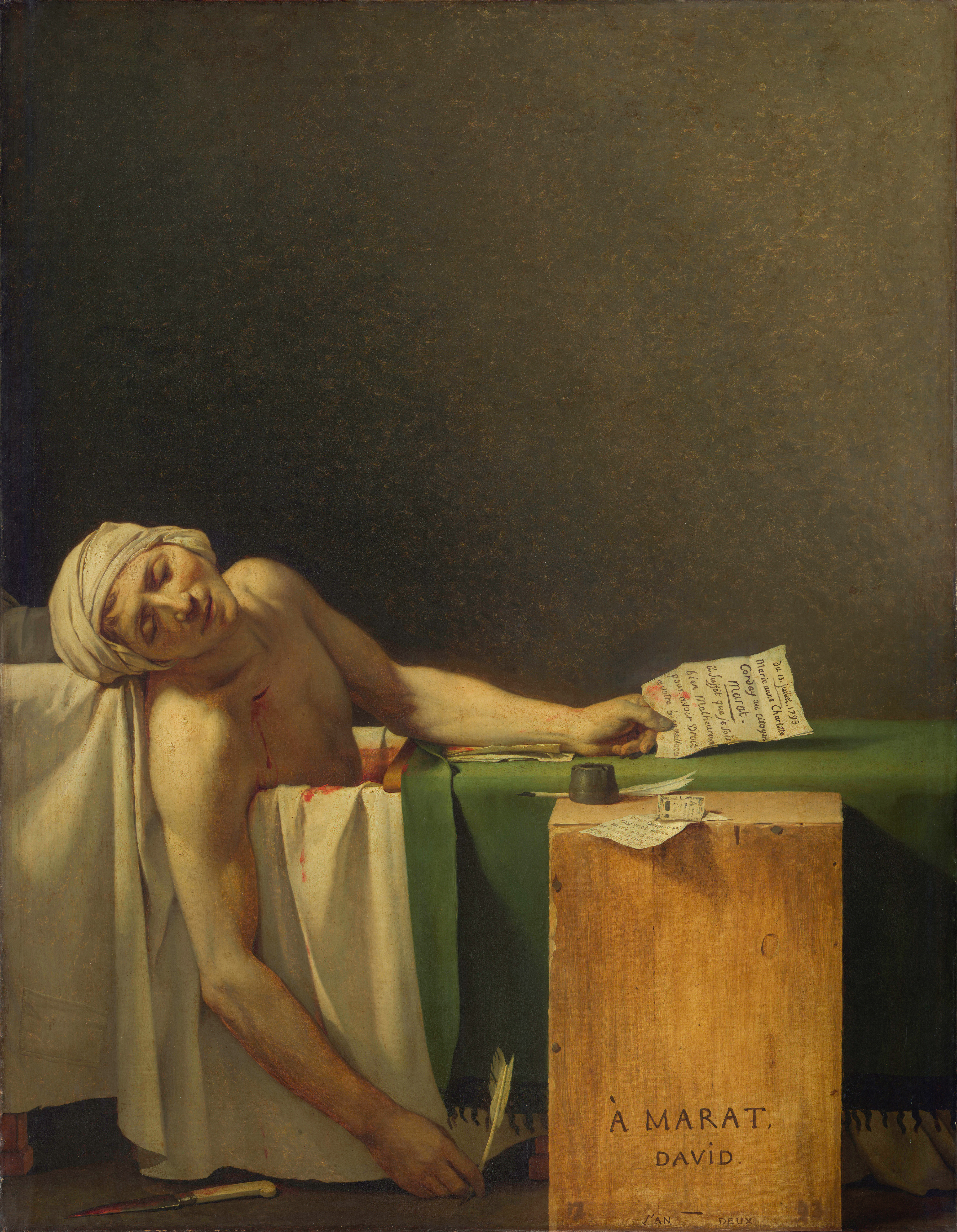
Смерть Марата, (1793), Королівські музеї витончених мистецтв (Брюссель), Бельгія

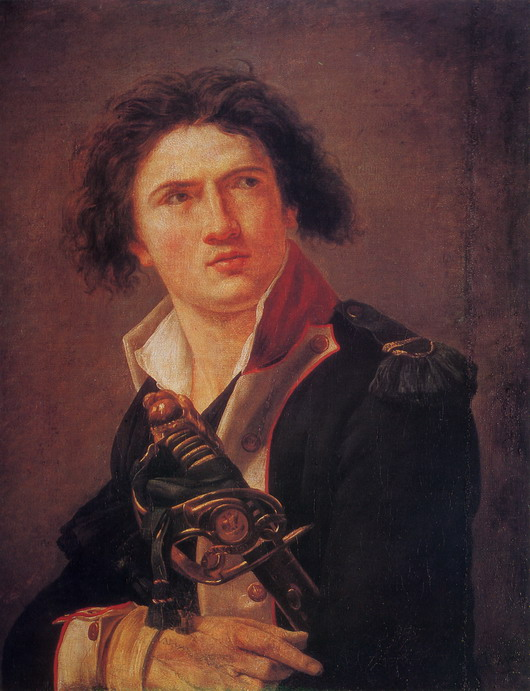
Портрет генерала Лазаря Гоша, 1793 (?). Київ.

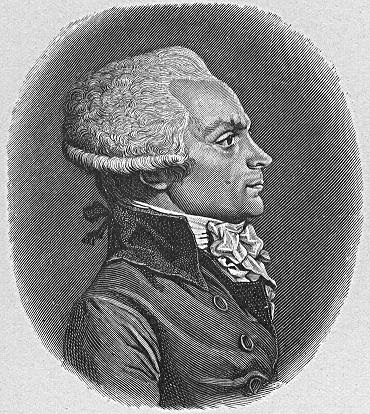
Максиміліан Робесп'єр

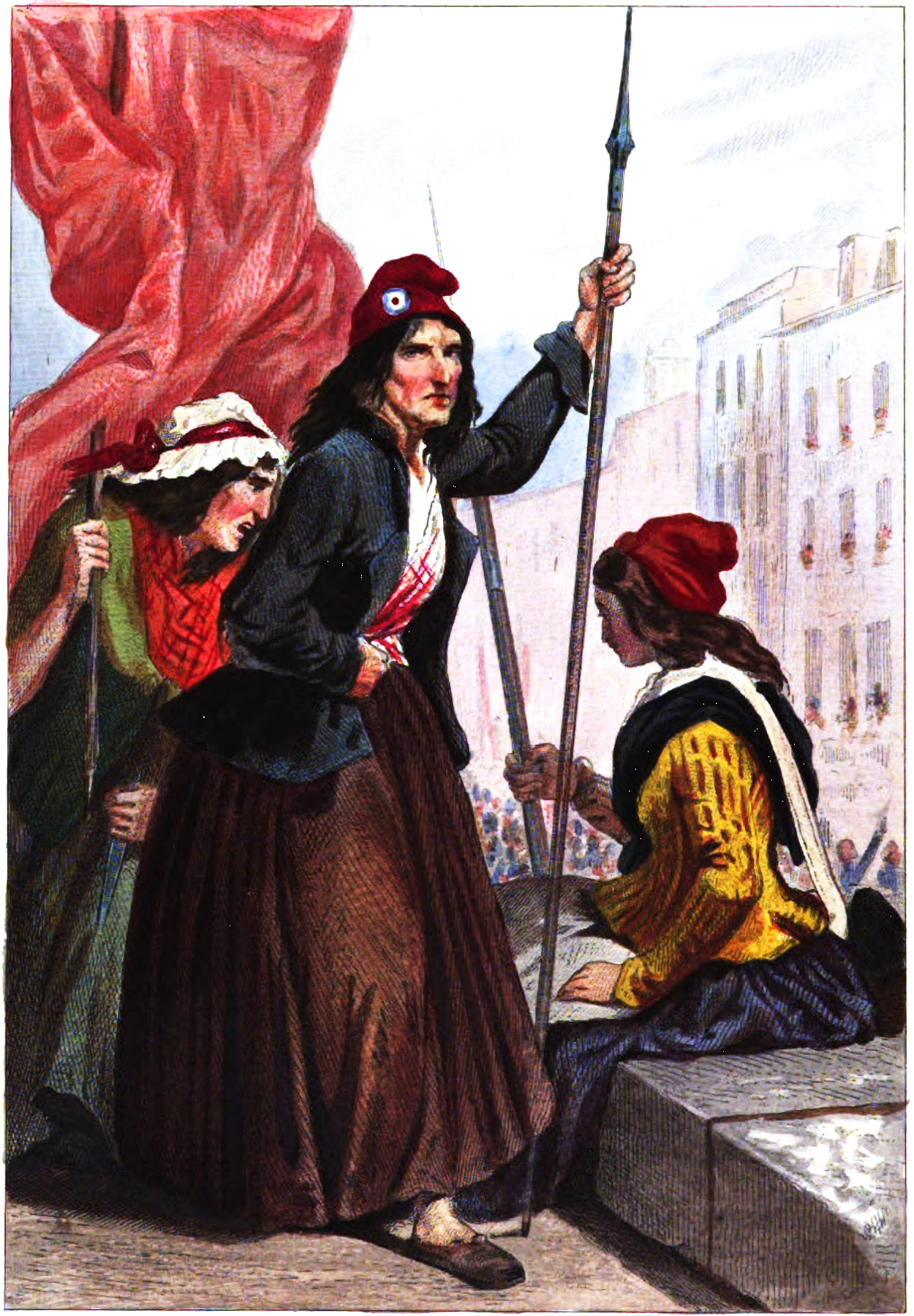
Фурія Гільотини

Героїчну стилістику ще доімператорського, республіканського Риму художник Жак-Луї Давид, як новий мистецький лідер, і переніс в бурхливі 1789–1798 роки і підкорив її завданням і ідеалам французької революції.
Революція народжувала як пафос і піднесення в тогочасних картинах, портретах і гравюрах, так і реальні трагедії. На початковій, хаотичній хвилі революції на перші позиції вийшли знедолені санкюлоти, палаючий «хмиз» революції, що розжарив всі події і вчинки натовпу. Але досить швидко виробилась нова революційна еліта, що перебрала владу на себе, як і контроль над подіями, перебрала на себе і розробку ідеологічних програм революції (секуляризація культури, введення статусу зрадників для дворян-емігрантів, конфіскації майна дворян-емігрантів, заміна культу християнського Бога на культ Вищої Істоти, дозвіл на руйнацію церковних споруд). Війна в таборі нової революційної еліти приведе до диктатури Робесп'єра і запровадженню терора, як майже єдиного засобу контролю над ситуацією та остаточного знищення політичних противників. Введення терору стало поворотним моментом як в розвитку подій французької революції, так і в її тогочасних і подальших нищівних оцінках політиків і істориків. Письменник М. М. Карамзін — 
| Століття Просвітництва, я не впізнаю тебе ! В крові, в полум'ї, серед убивств і руйнацій — я не впізнаю тебе ! Хто б наважився поміркувати, очікувати, передбачити? Де вислід наук та мудрості ? Серця шаленіють в жорстоких подіях... Я затуляю обличчя своє з жахом. |
Бурхливі історичні події втягнули Жака-Луї Давіда у самий вир стрімких змін. Давід був членом клубу якобінців (колишній Клуб друзів конституції), членом Національного Конвенту, всіляко підтримував Робесп'єра. Він був серед тих, хто голосував за страту короля Франції без зволікань. Голосування було поіменним і вносилось у протокол. Але головним полем діяльності Давіда залишалось мистецтво. Саме він стане головою художнього життя Парижу в роки революції. Давід всіляко сприятиме рятуванню художніх скарбів з садиб і палаців емігрантів-аристократів, яких революційний уряд перевів у статус зрадників і конфіскував їх майно. Людина, що не дуже розбиралась в політиці і в тогочасних політиках, художник Давід прийняв революцію і всіма засобами слугував їй. Він пише портрети відомих генералів, захисників революційної Франції, її убитих героїв-революціонерів, стає режисером нових, малозрозумілих, революційних свят. Саме Давід чимало зробив для піднесення престижу художника, як фаху, здатного діяльно служити державі, (республіці на той час), а не вельможним особам.
Персонажі античної історії, зокрема років давньоримської республіки, в більшості його творів стають справжнім втіленням громадянських чеснот. Через них Ж.-Луї Давід затверджує настанови революції і надихає сучасників на втілення в реальності ідей і гасел революції — братерства, свободи від королівської влади тощо. Піднесеному, героїчному змісту його картин притаманні вже вироблені риси художньої манери — ясність побудови композицій, суворі, але виправдані спрощення, небагата палітра заради підкреслення ідеї. Згодом давньоримські персонажі в картинах поступаються реальним героям революції, висвітлюють не давньоримську, а сучасну історію — з її запеклою боротьбою, її протиріччями, несподіванками, з її героями і її жертвами. Портрети революційних генералів у Давіда — втілення непохитності, рішучості, готовності йти до кінця в забезпеченні перемог революції. Не дарма на ефесі зброї генерала Лазаря Гоша стоїть гордовитий напис «VAINCRE OU MOURIR» («перемога або смерть»).

## Зразки малярства революційного класицизму

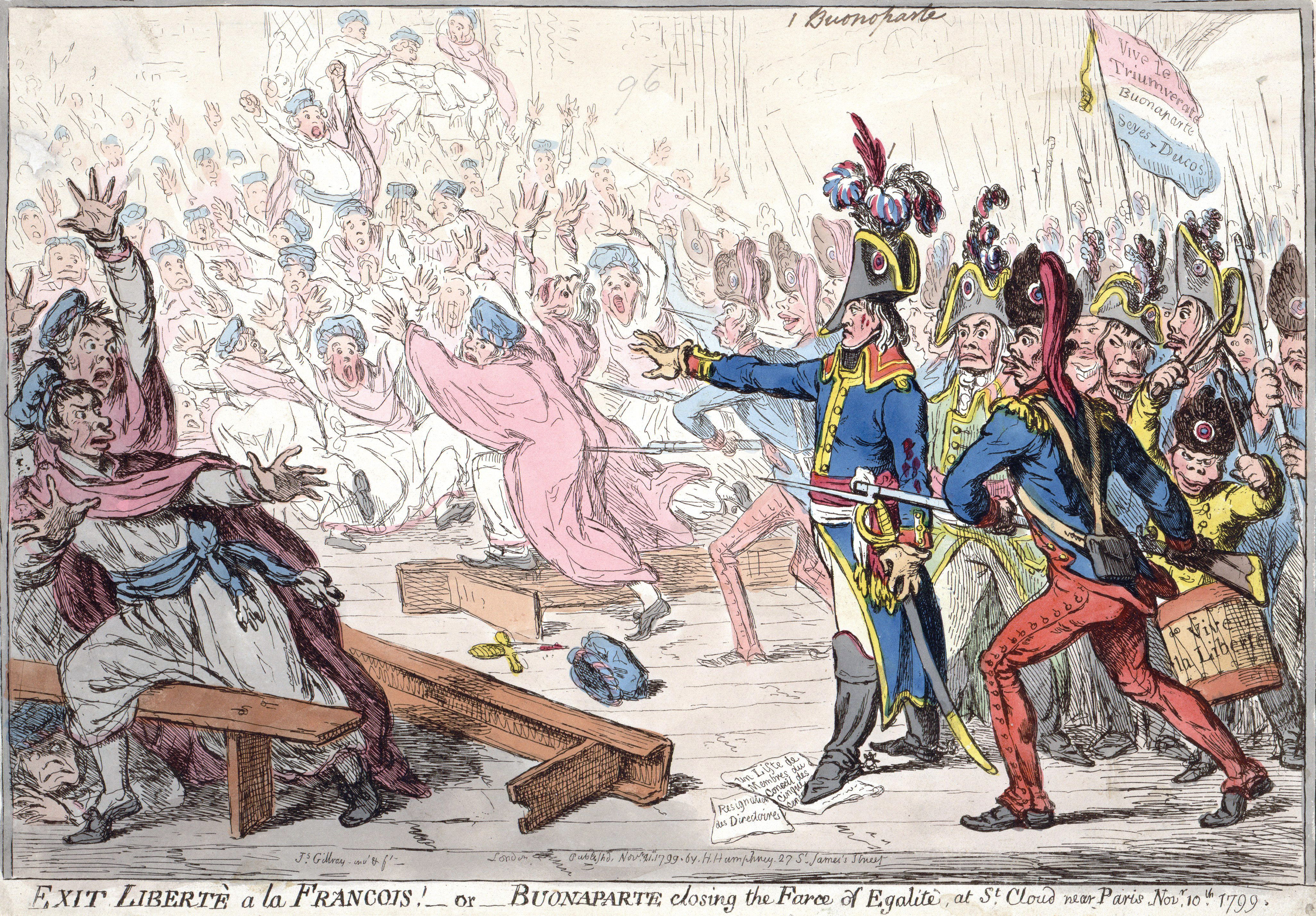
Карикатурист Джеймс Гілрей (1757—1815). «Наполеон насиллям припиняє фарс зі свободою у пореволюційній Франції», 1799
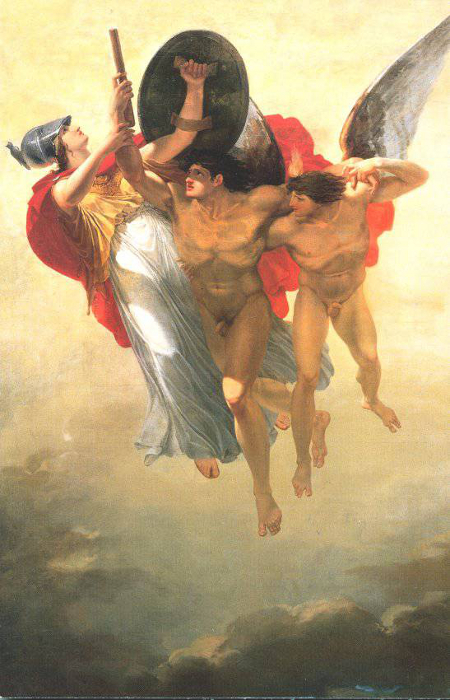
Жак Реаттю. «Прометей викрадає вогонь для людей» (підтриманий алегоріями Мудрості і Свободи), 1792
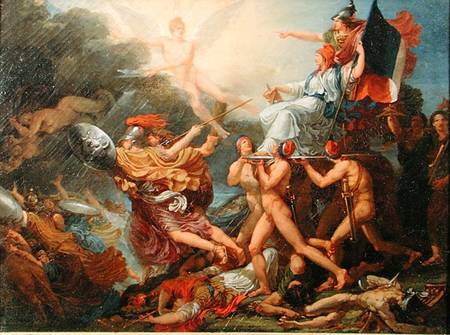
«Французька Свобода іде світом»
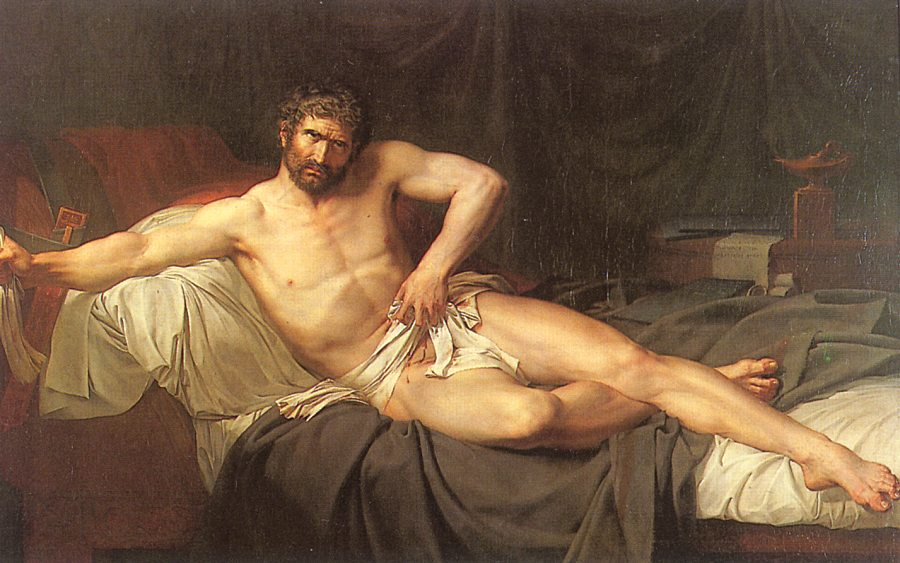
Гільйом Гільйон Летьєр. «Самогубство Катона Утичного» (після поразки республіканського правління), 1795
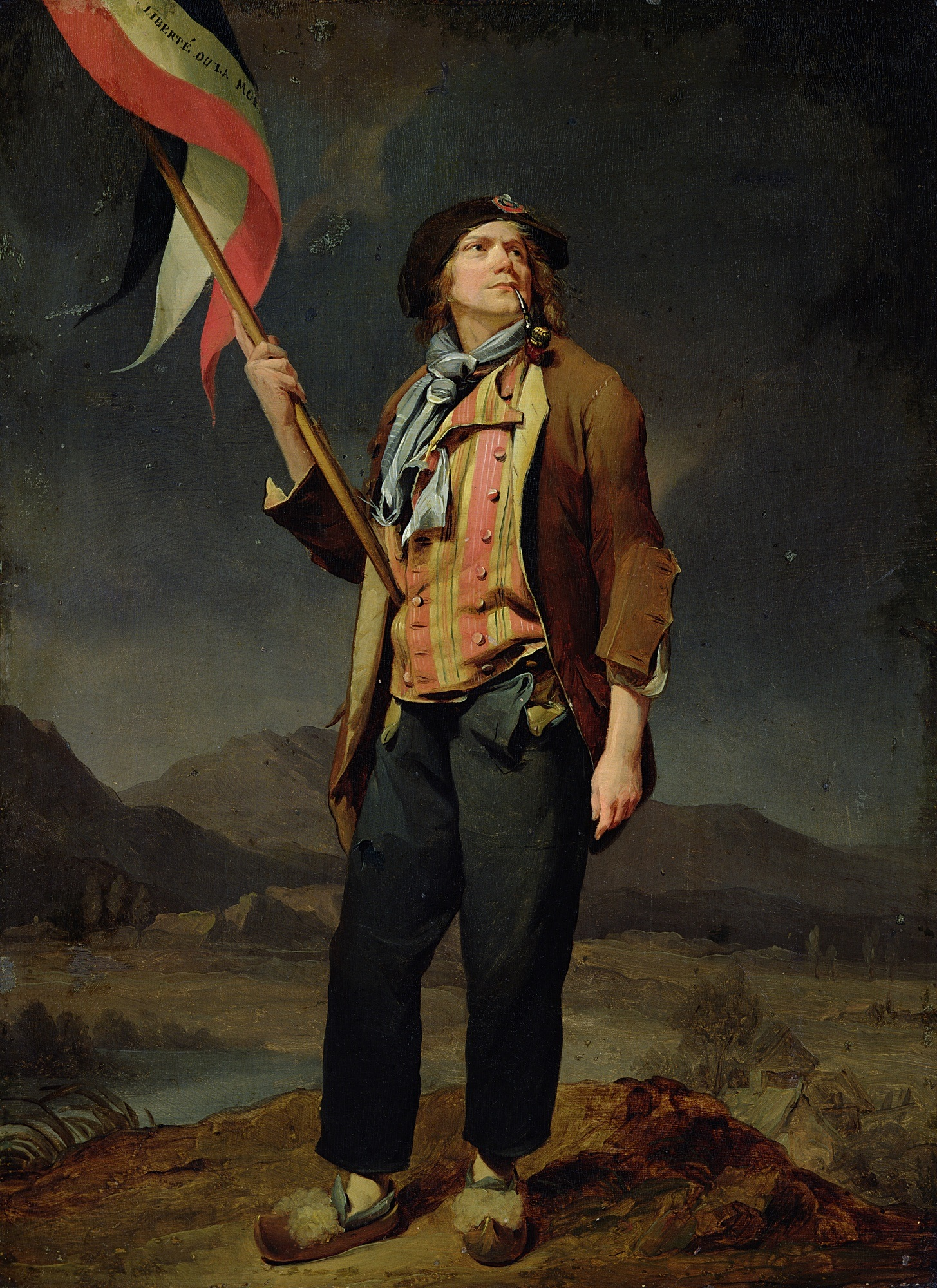
Луї Леопольд Буальї. «Санкюлот»
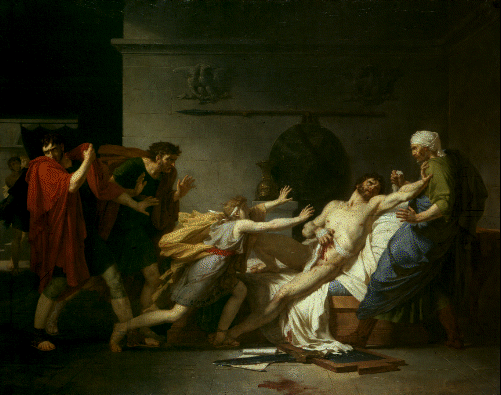
П'єр-Нарсіс Герен. «Самогубство Катона Утичного» (після поразки республіканського правління), 1797

## Інші представники стилю

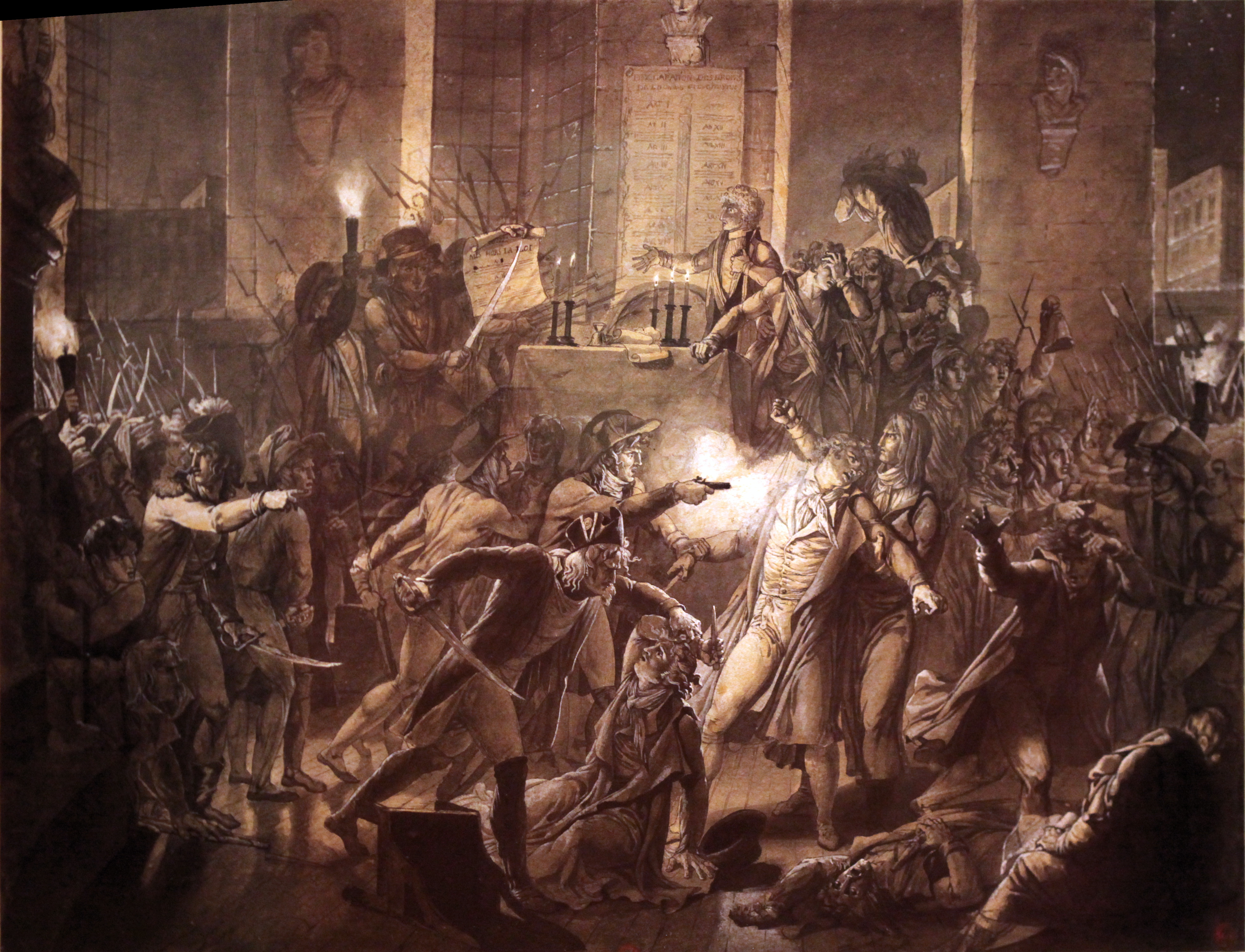
Малюнок Харьє.(Fulchran-Jean Harriet 1776—1805)"Ніч термідоріанського перевороту", до 1796 року.

До політичної позиції Давіда і завдань французької революції спромоглися підтягнутися і митці, що залишались в столиці або повернулись в країну, не бажаючи підпасти під покарання через дію нового закону про зрадництво емігрантів. В країні і в революційному Парижі працювали — Жак Реаттю, Ж. Б. Грьоз, А. Вестьє, Ф. Л. Прийєр, Л.-Л. Буальї, Жан-Батист Реньо … Художниця Аделаїда Лабіль-Гійяр створила низку портретів діячів революції(серед них і Робесп'єра), обмежившись портретною схожістю і рисами привітності. Але над митцями тяжіли давно вироблені канони пізнього бароко(з його пометвілими алегоріями) і настанови рококо з бажанням подобатися глядачам — попри все. Над морем обмежених і мало талановитих митців здіймалась лише фігура Жака-Луї Давіда, що став володарем думок цілого покоління.
Була розкута і ініціатива дрібних ремісників, низових митців, граверів. Популярність отримали гравюра, карикатура та лубок, чорно-білі чи розфарбовані від руки. Адже вони не потребували довгого часу на створення, а миттєво відгукувались на актуальні події, за якими не встигали ні консервативний живопис, ні великі жанри літератури. Гравюра, карикатура та лубок доби французької революції склали візуальну історію тогочасних подій і стали особливою сторінкою історії, незважаючи на невисокі мистецькі якості продукції.

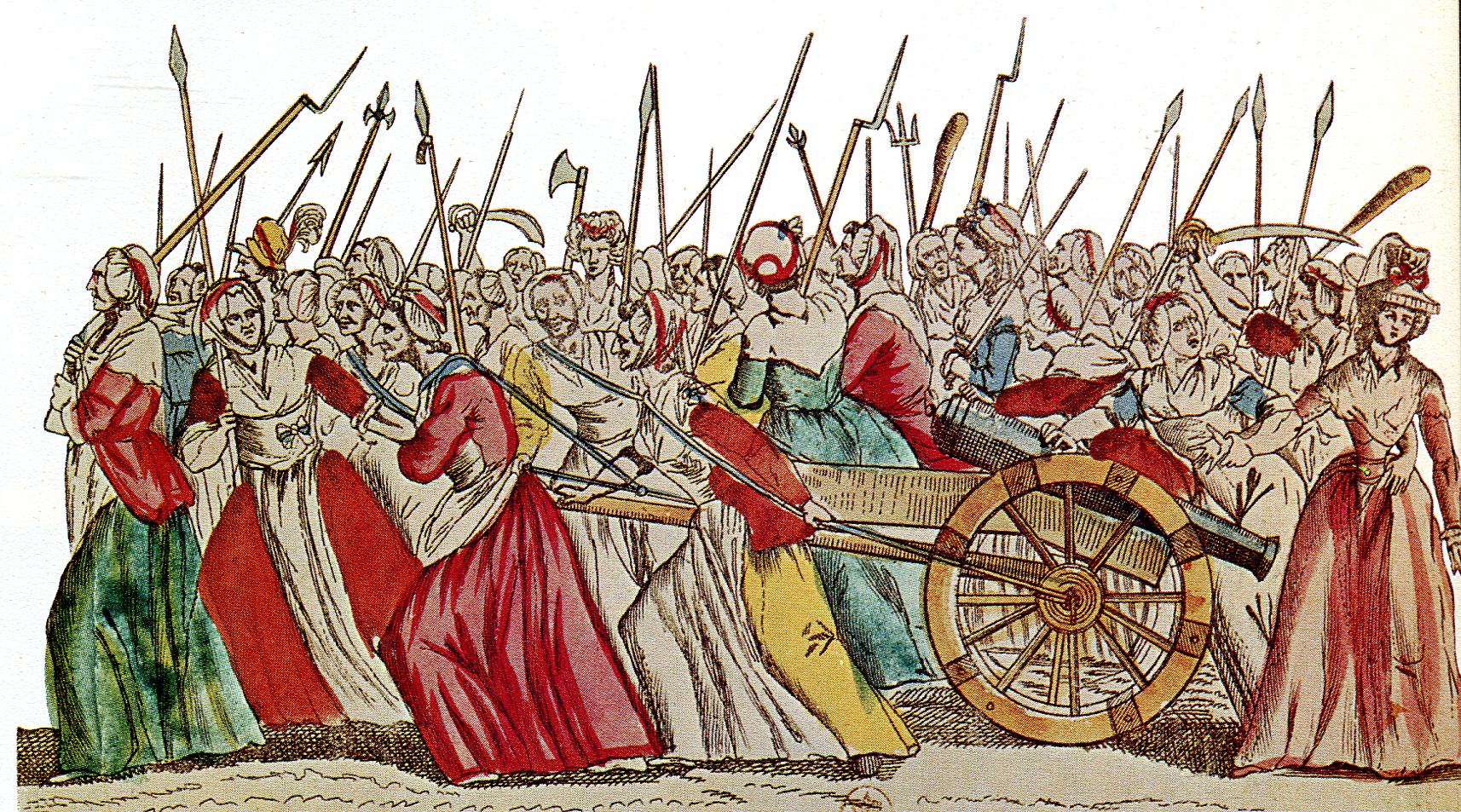
«Жінки ідуть воювати Версаль 7 жовтня 1789»
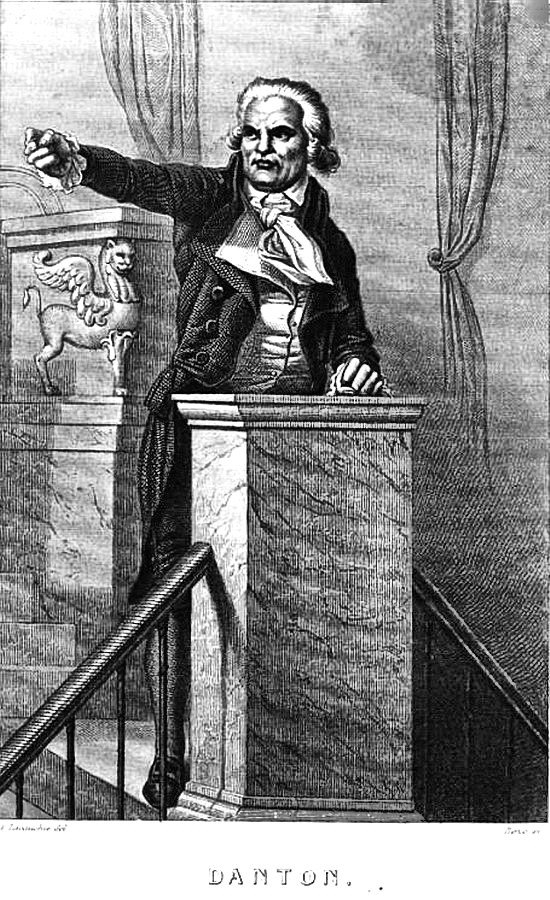
«Дантон на трибуні»
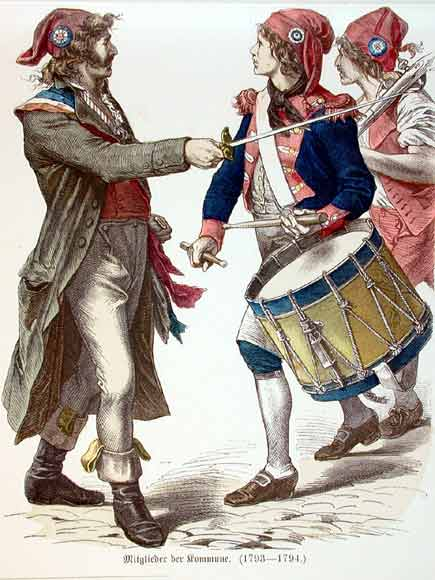
«Санкюлоти»
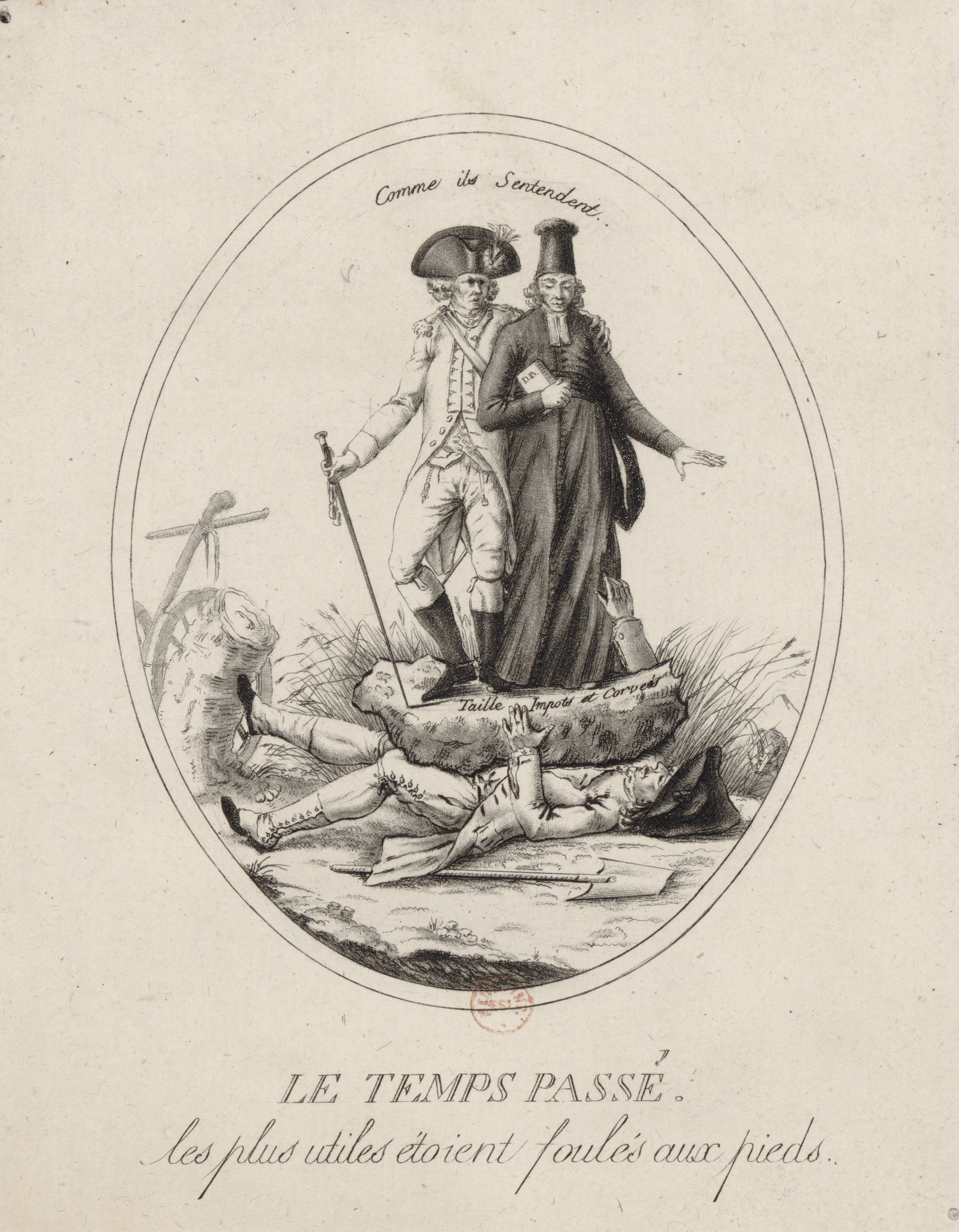
Карикатура «Найважливіші в державі були придушені», 1789
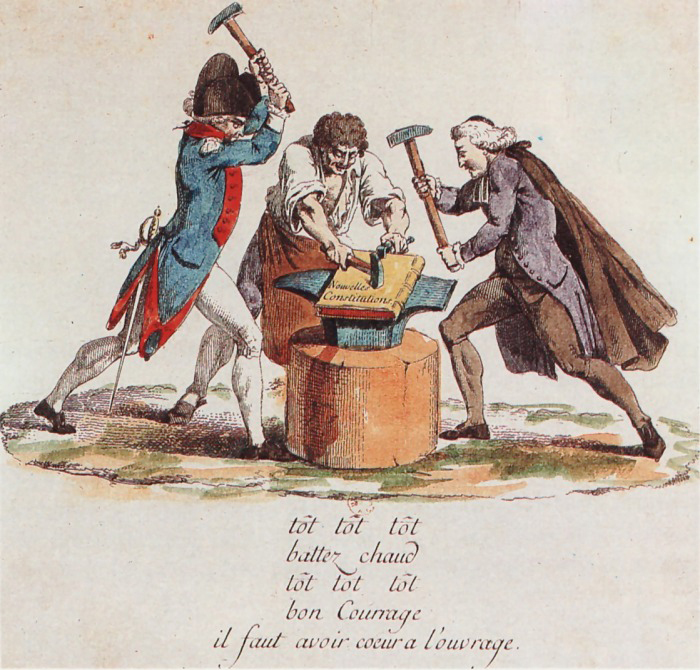
«Нова Конституція 1791 року»
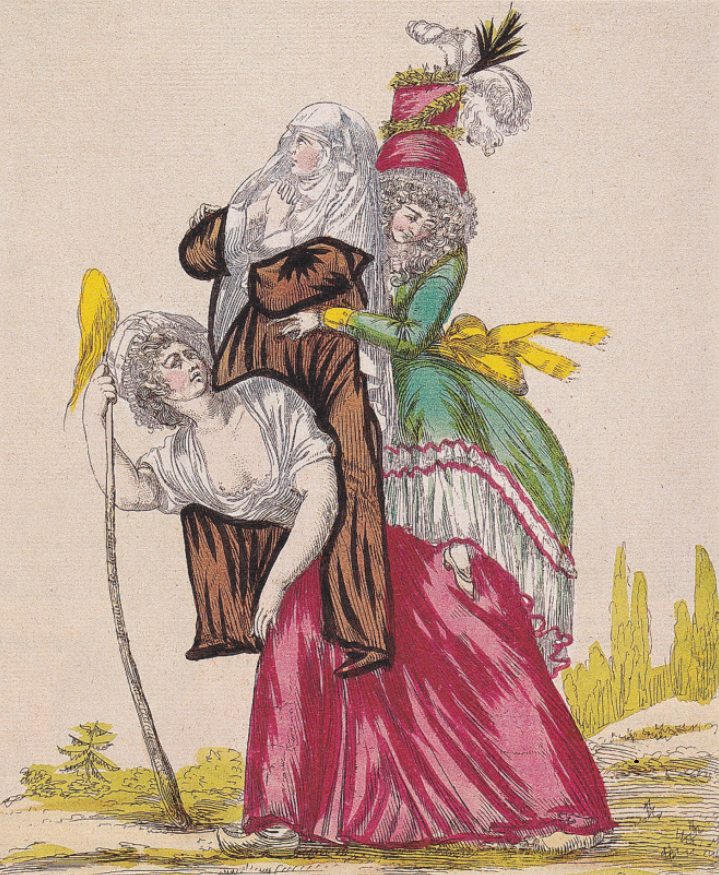
«Пригноблена Франція»
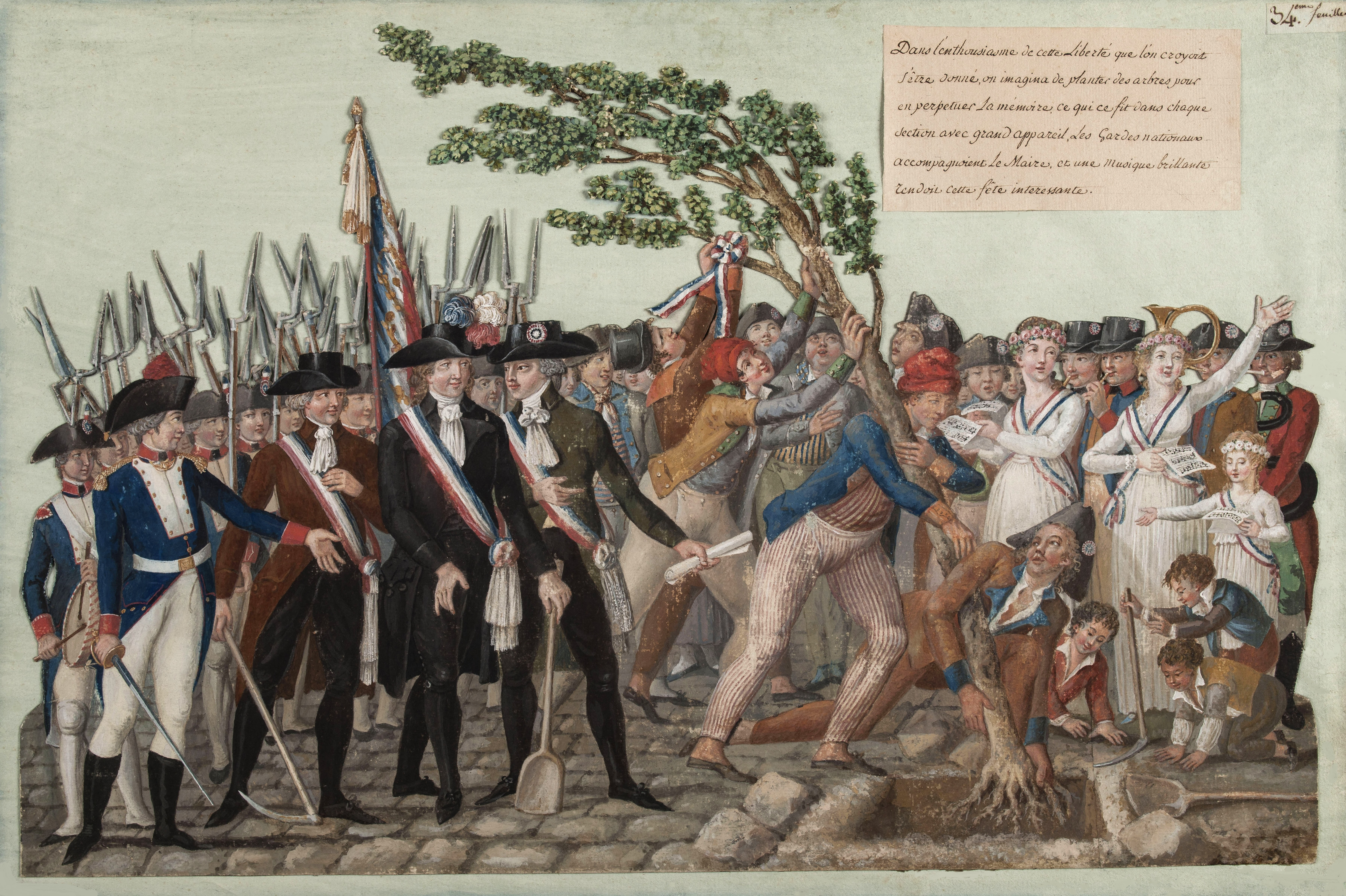
«Садять Дерево Свободи», 1790
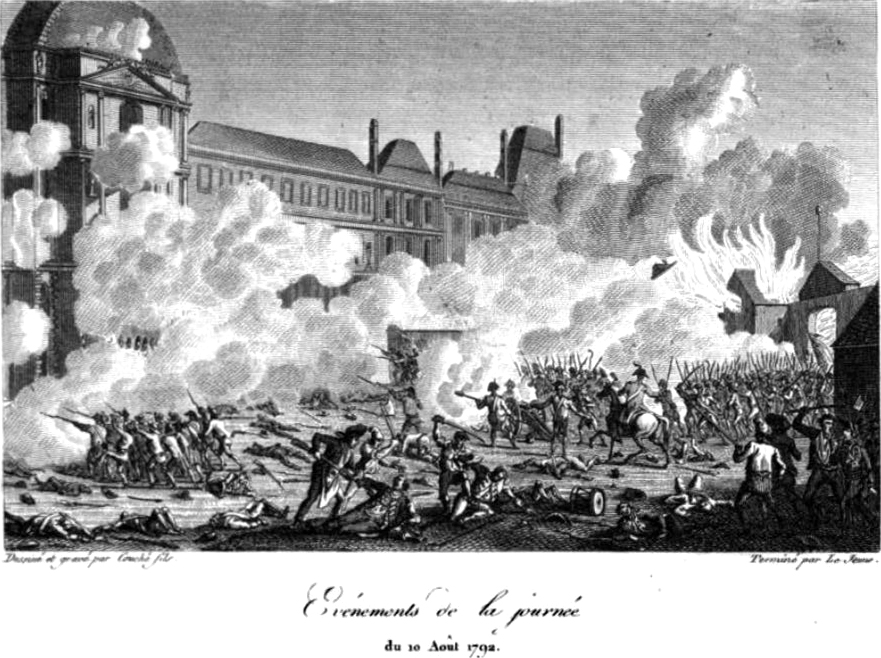
«Штурм королівського палацу Тюїльрі»
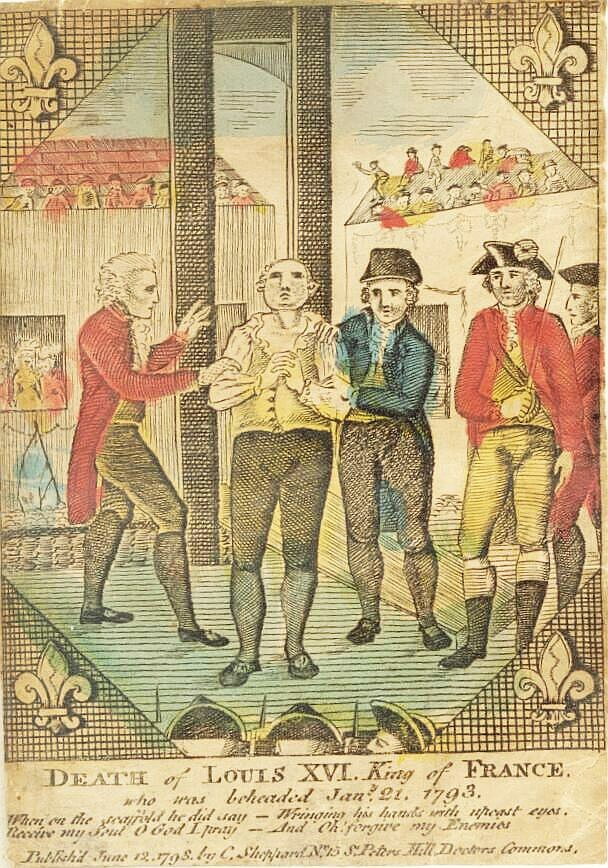
«Страта короля Франції Луї XVI»
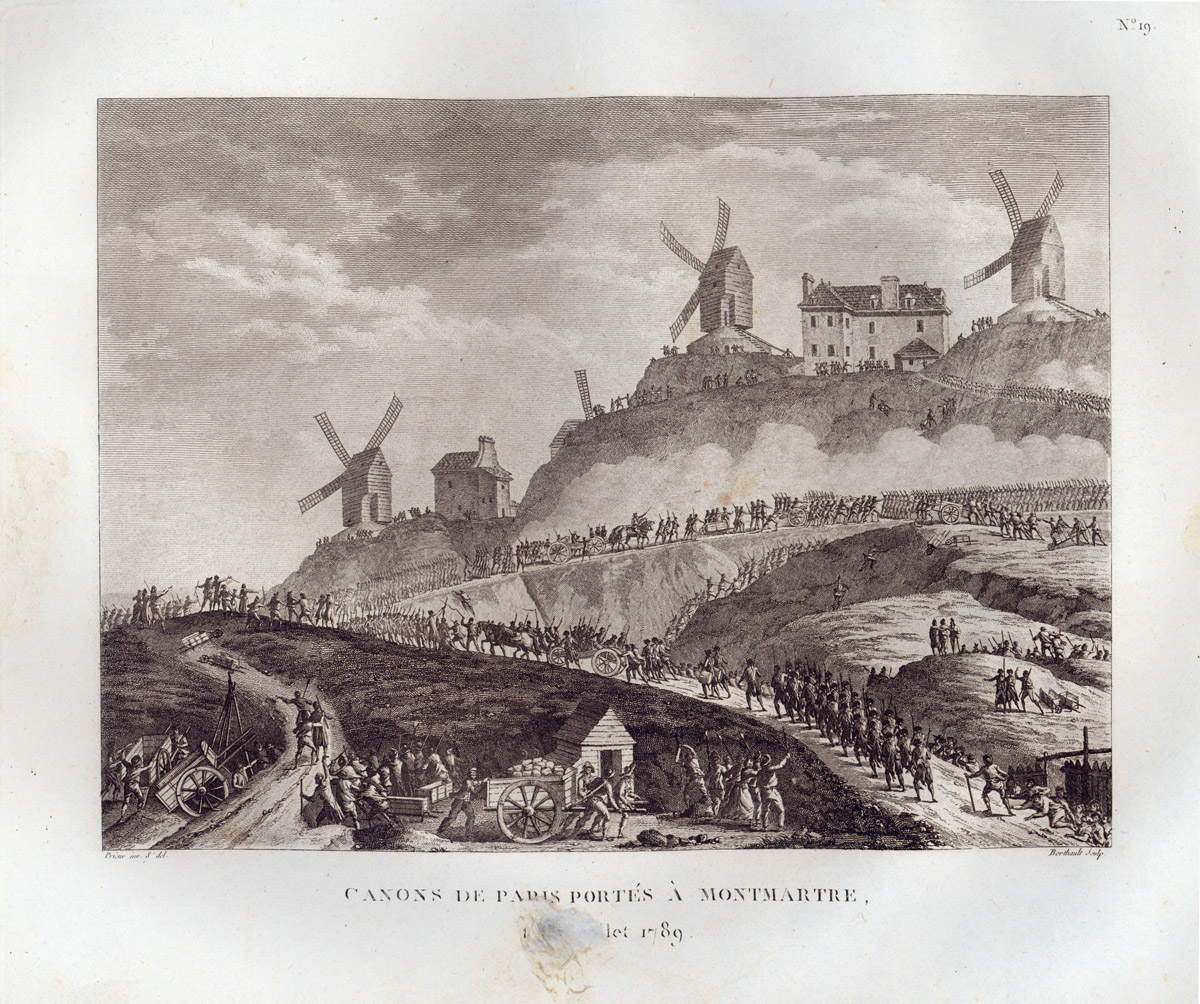
Монмартр в роки революції
Жан-Батист Реньо. «Богиня мудрості Мінерва карбує для історії права громадянина», 1790
Жан-П'єр Хюе, «Захоплення Бастилії революційним народом», 1789, акварель, Національна бібліотека Франції
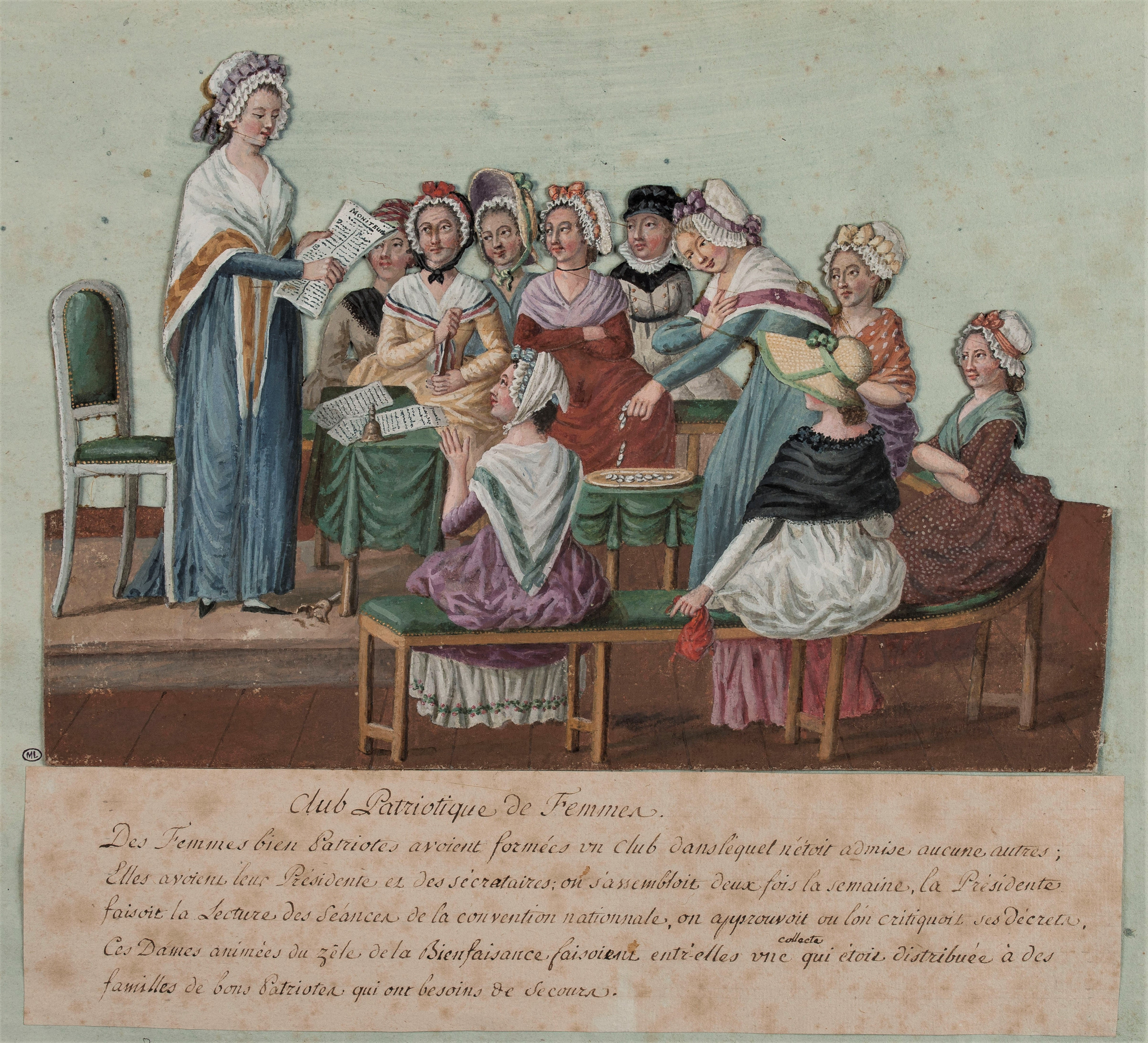
Худ. Жан-Батіст Лесюєр. Клуб жінок-патріоток. 1791, музей Карнавале, Париж
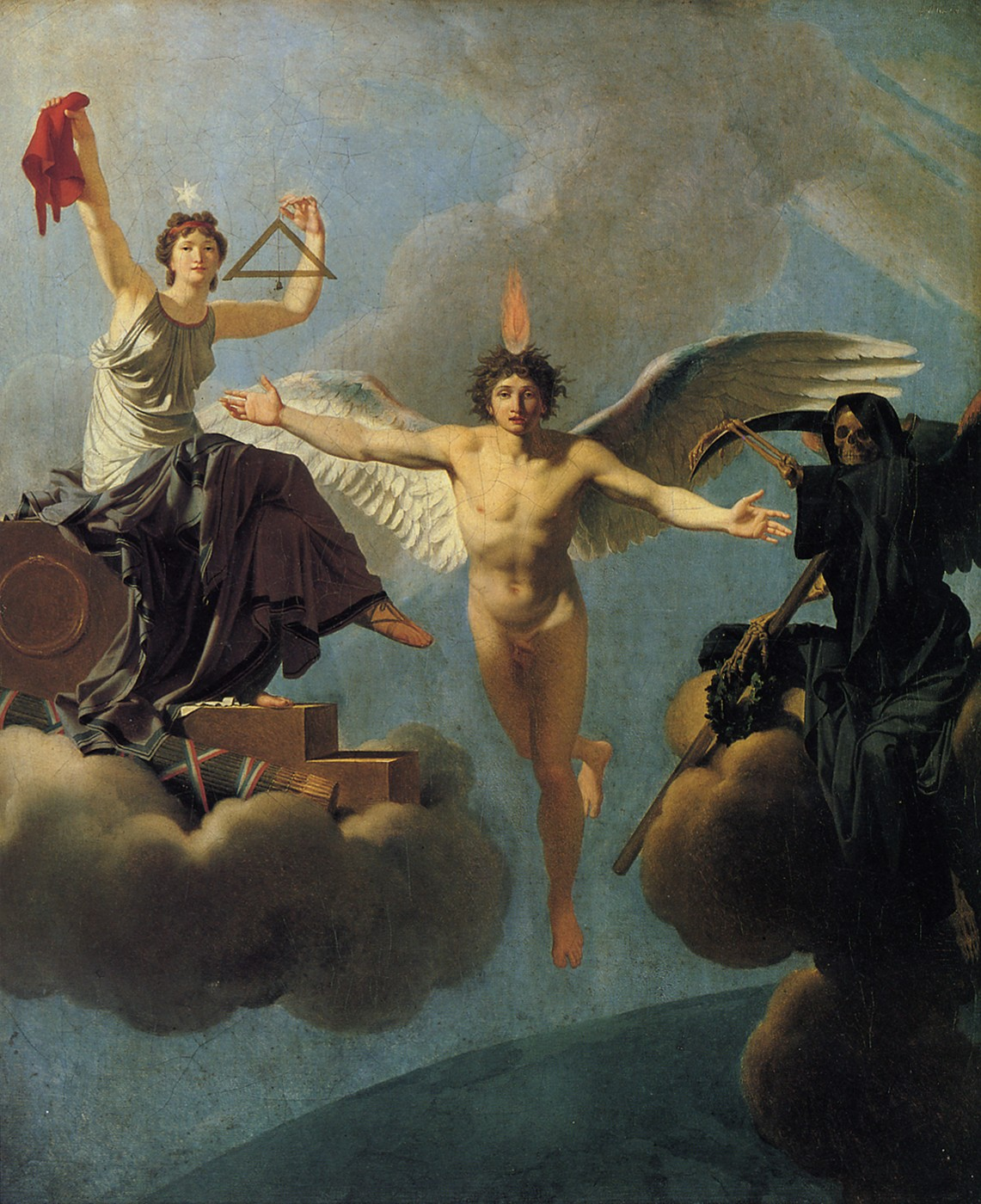
Жан-Батист Реньо. «Геній Франції між Свободою та Смертю», 1795, («Геній-покровитель Франції між алегоріями Свободи і Смерті», Німеччина, Гамбург, Кунсхалле)
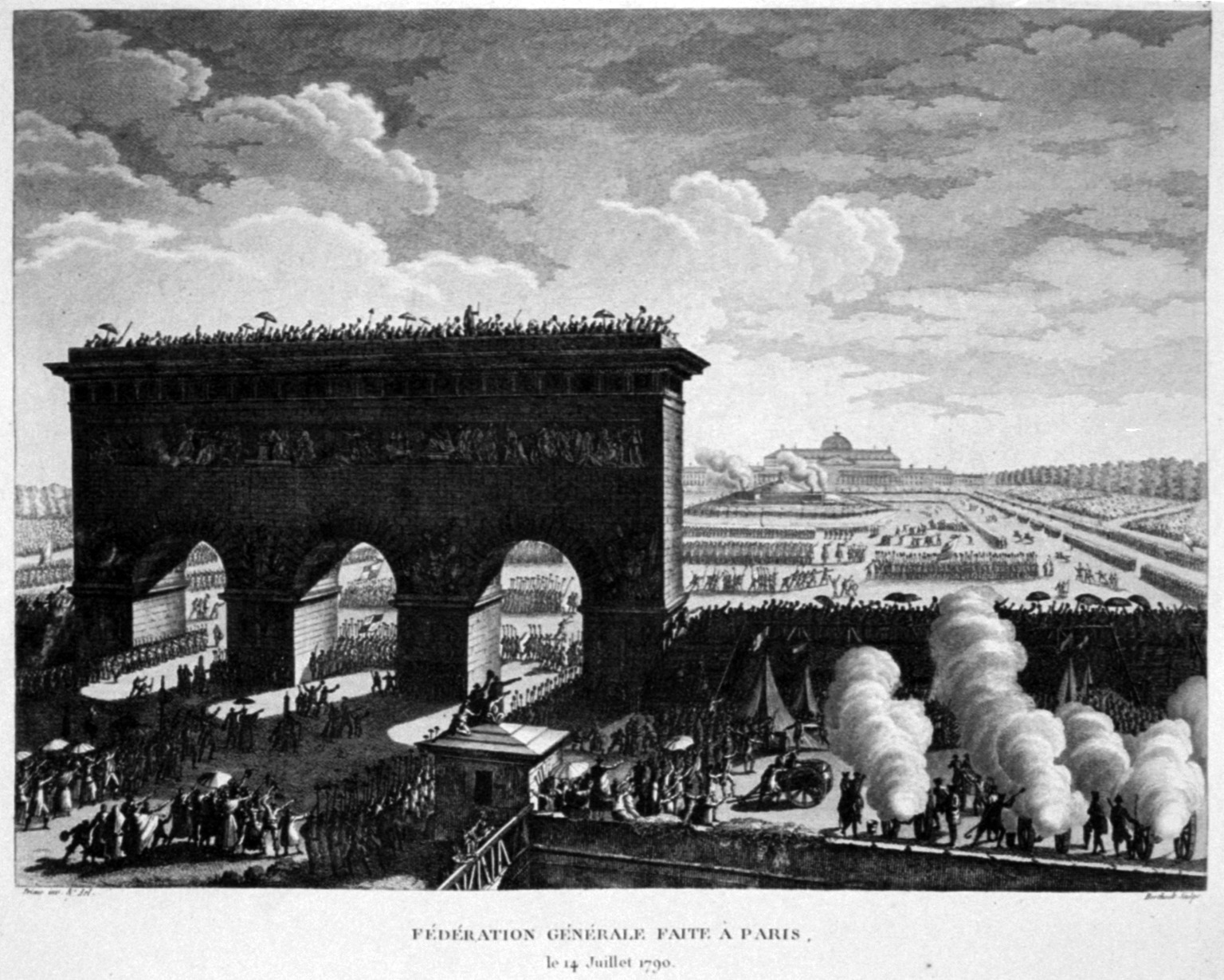
«Святкування першої річниці революції в Парижі», липень 1790
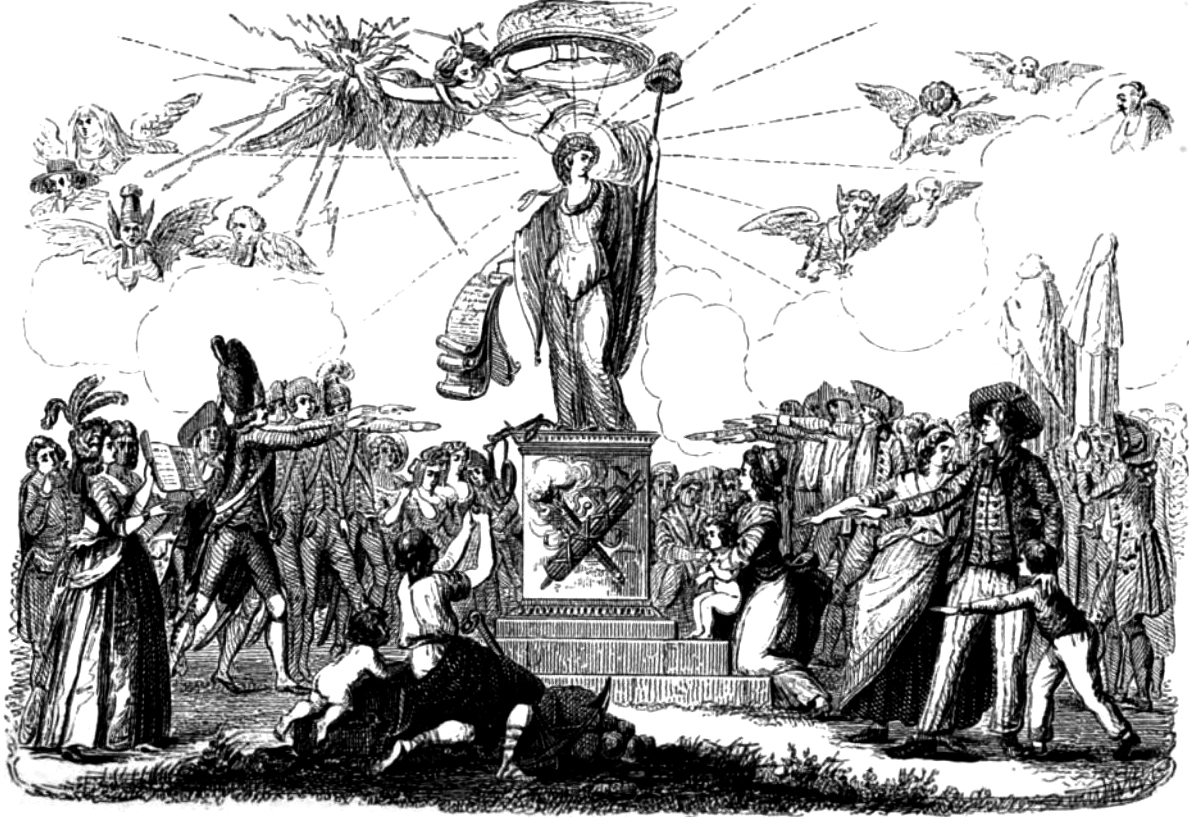
«Алегорія французької конституції 1791 року»
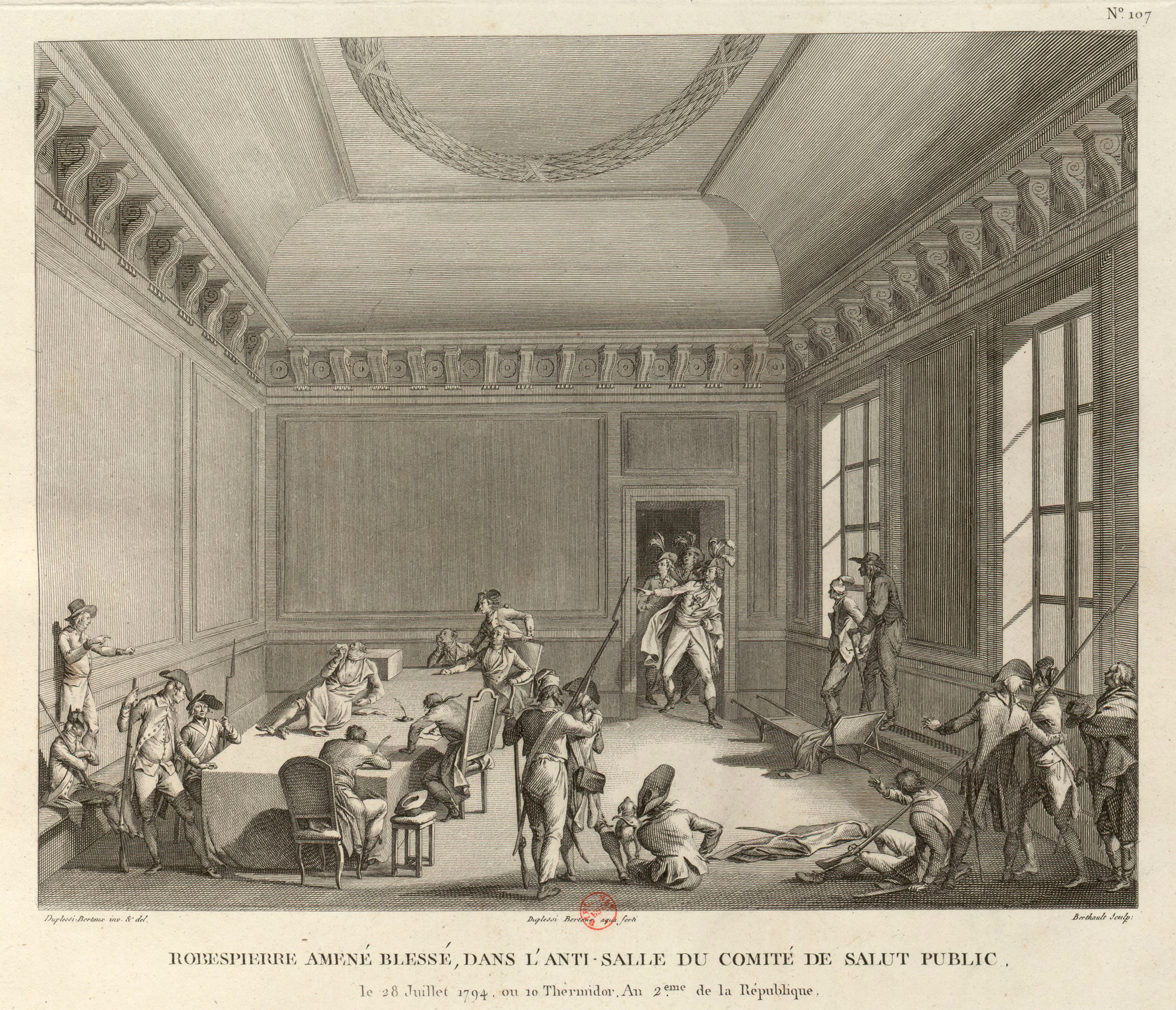
«Арешт диктатора Робесп'єра»
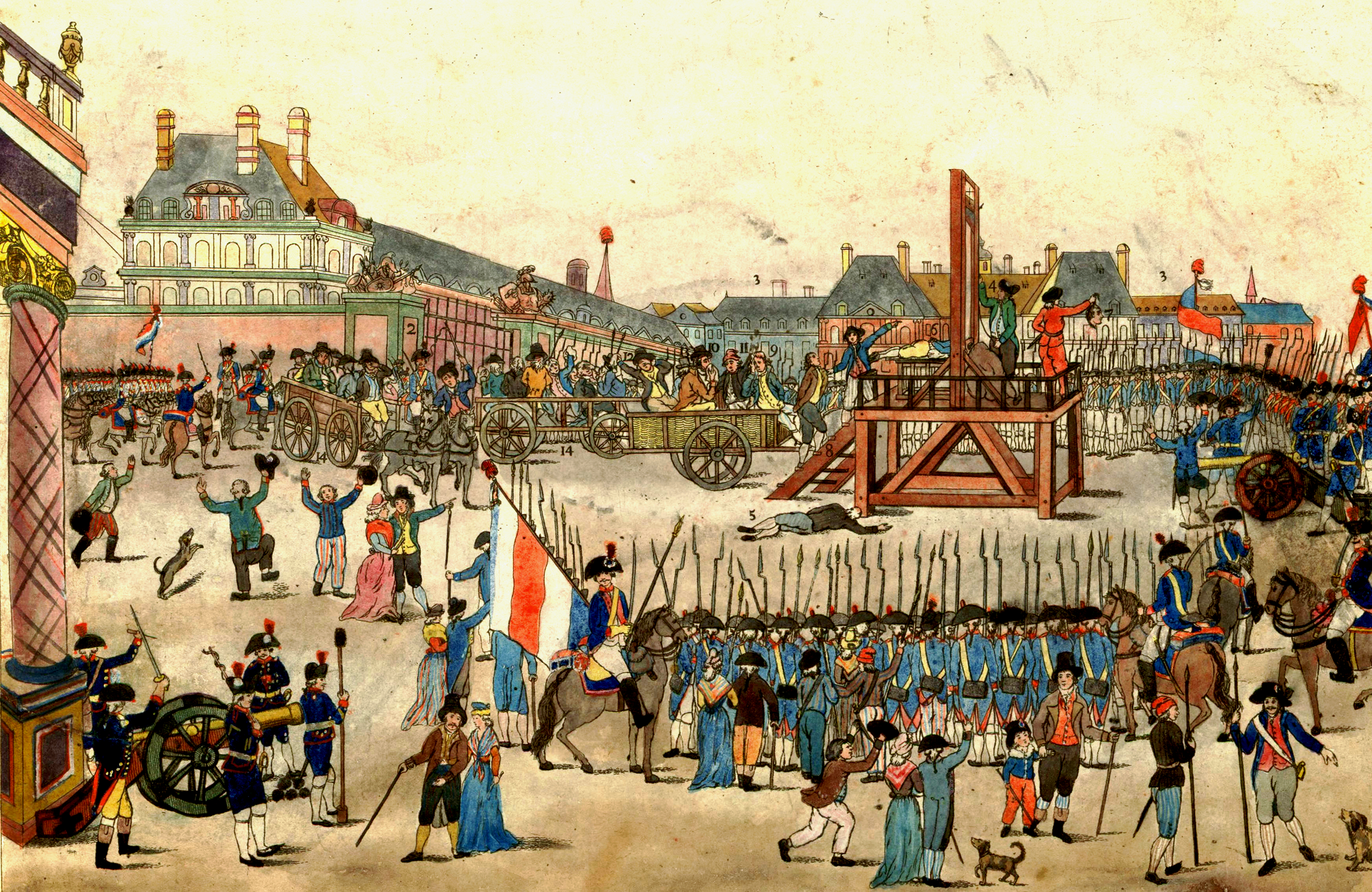
Страта на гільйотині Робесп'єра та Сен-Жуста, липень 1794
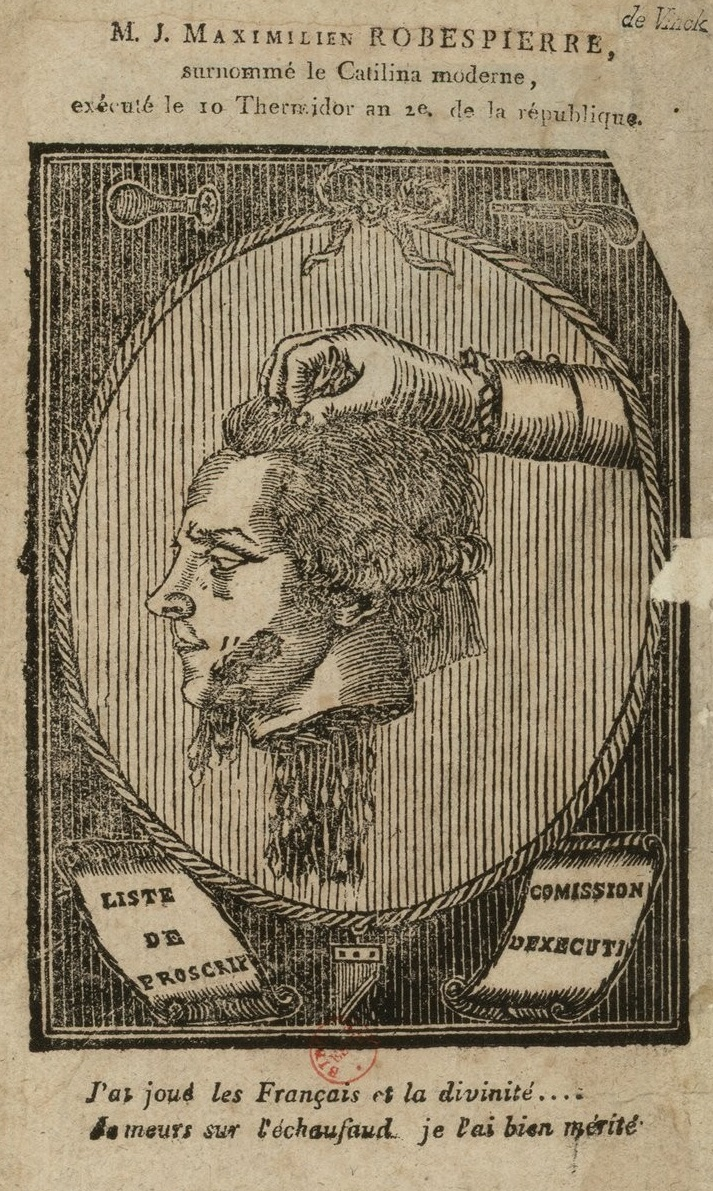
Гравюра на страту Робесп'єра 10 термідора (28 липня 1794)
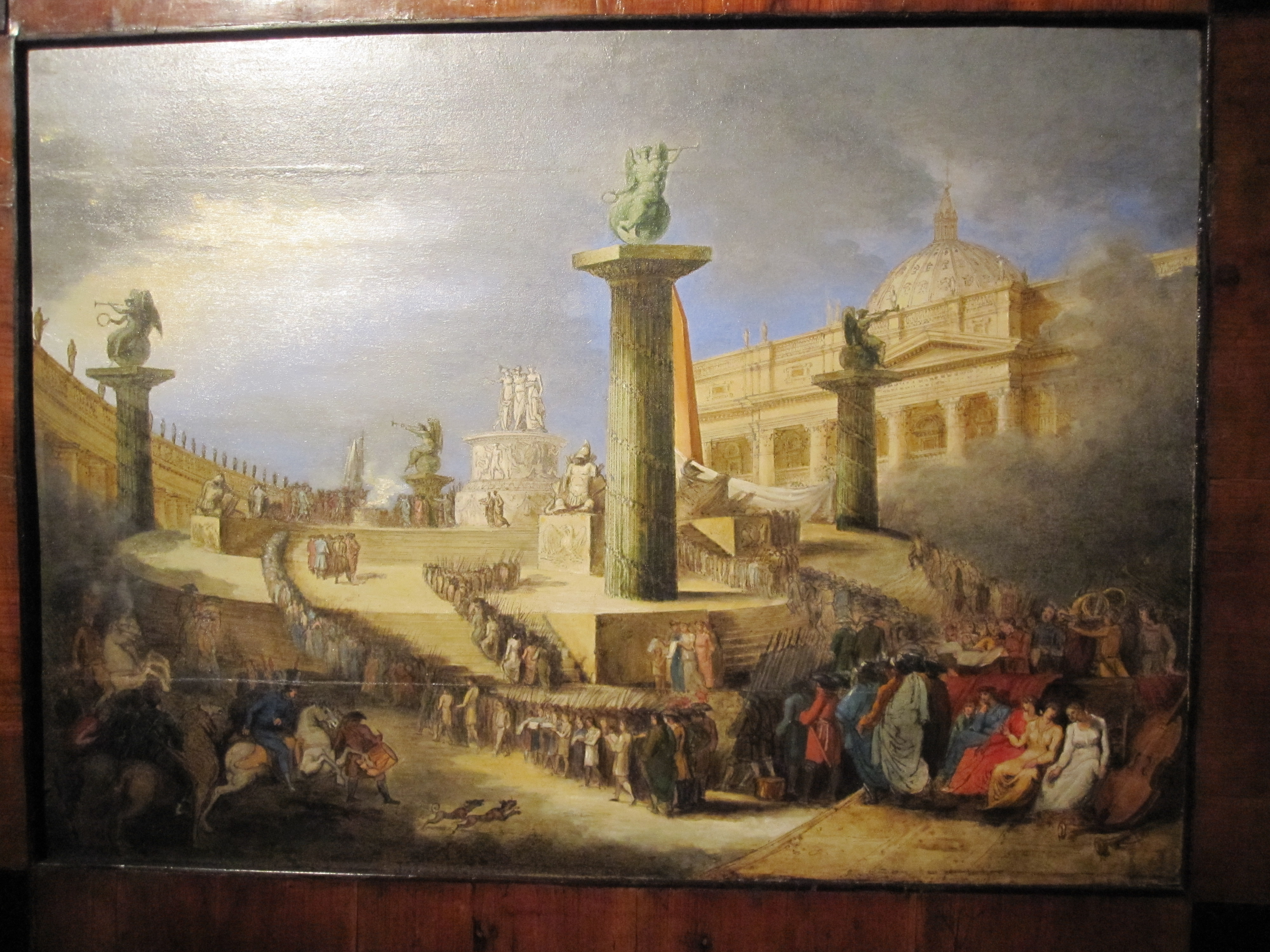
Худ. Джані. «Свято Федерації», що відбулось у захопленому вояками Наполеона Римі на площі перед собором св. Петра у 1798 році.

## Революційний класицизм у музиці
Бурхливе піднесення в роки революції переживало не лише образотворче, а й музичне і театральне мистецтво.
Французькі глядачі із задоволенням дивилися як трагедії, так і комедії, які в тогочасній Франції називали водевілями.
Найвидатнішим «композитором революції» вважають Луїджі Керубіні, автора численних музичних п'єс, пісень і маршів, керівника паризької Музичної консерваторії. «Медея» та інші опери Керубіні — захоплювали гострими сюжетами та надихали на боротьбу з тиранією.
Під впливом французької революції, але у Відні, розквітнув талант останнього «віденського класика» — Людвіга Бетховена. Йому, щоправда, було затісно в класицистичних рамках — у бетховенській спадщині знаходять корені одразу багатьох музичних напрямів.

## Покарання Жака-Луї Давіда

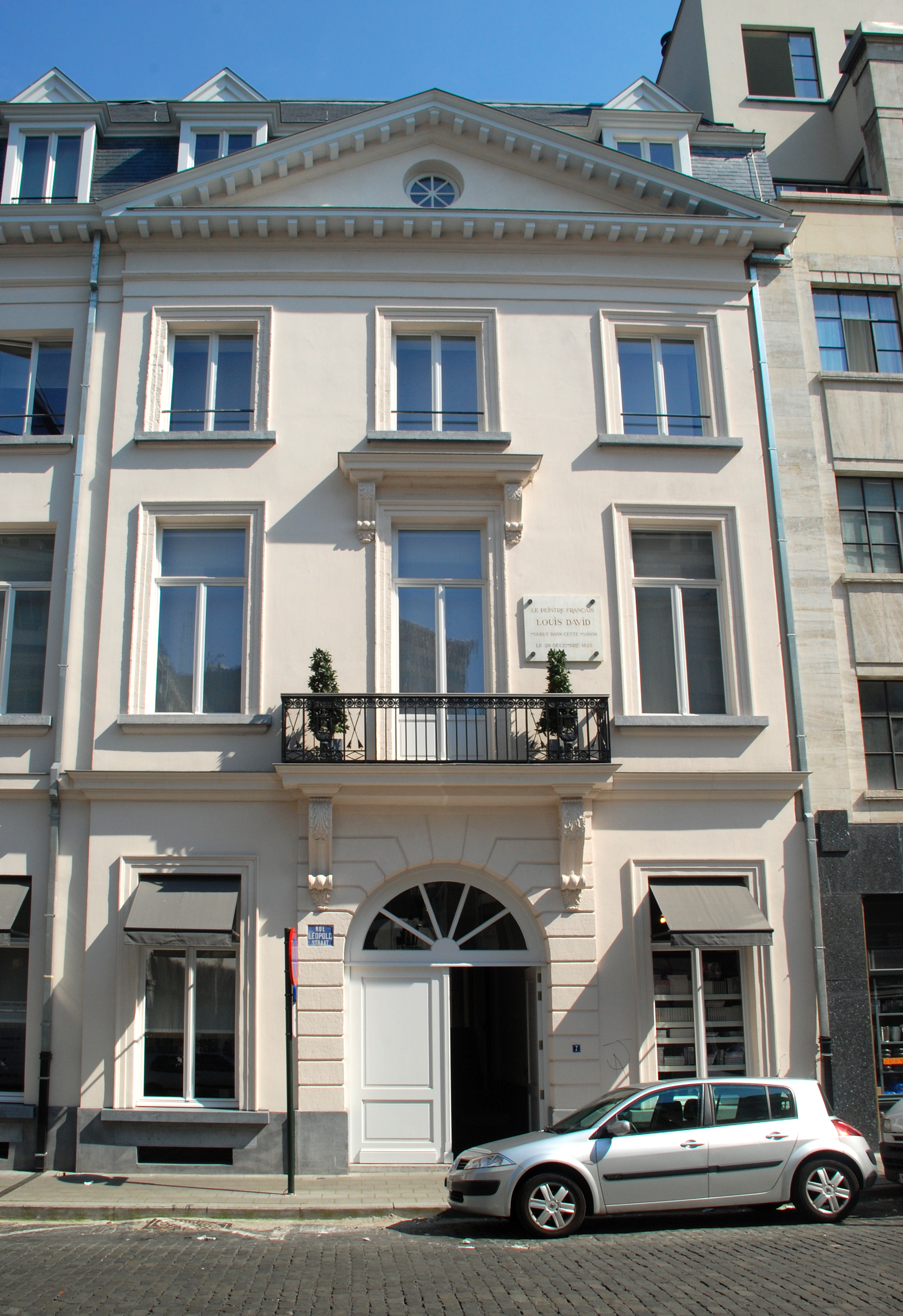
Будинок Давіда в Брюсселі в роки еміграції.

По відновленню монархії французький король видав наказ про покарання діячів французької революції. Всі ще живі особи, що голосували за страту короля  у 1793 році, підлягали до довічного вигнання з країни.
Давід у 68 років вимушено емігрував у франкомовний район Нідерландів (нині Бельгія), куди перебралась значна кількість республіканськи налаштованих французів. Художнику дозволено було забрати як власне майно, так і картини революційної тематики — " Смерть Марата " та «Смерть Лепеллетьє». Дев'ятого січня 1816 року разом з дружиною він відбув у заслання. В засланні писав портрети і легковажні картини з міфологічними сюжетами. Помер у Брюсселі 29 грудня 1825 року.
Королівський уряд Франції відхилив прохання родини Давіда поховати померлого у Франції. Раз у раз це прохання відхиляли і нові володарі Франції. Поступкою був лише дозвіл на поховання серця художника на цвинтарі Пер Лашез. Війна з художником продовжилася і після його смерті.

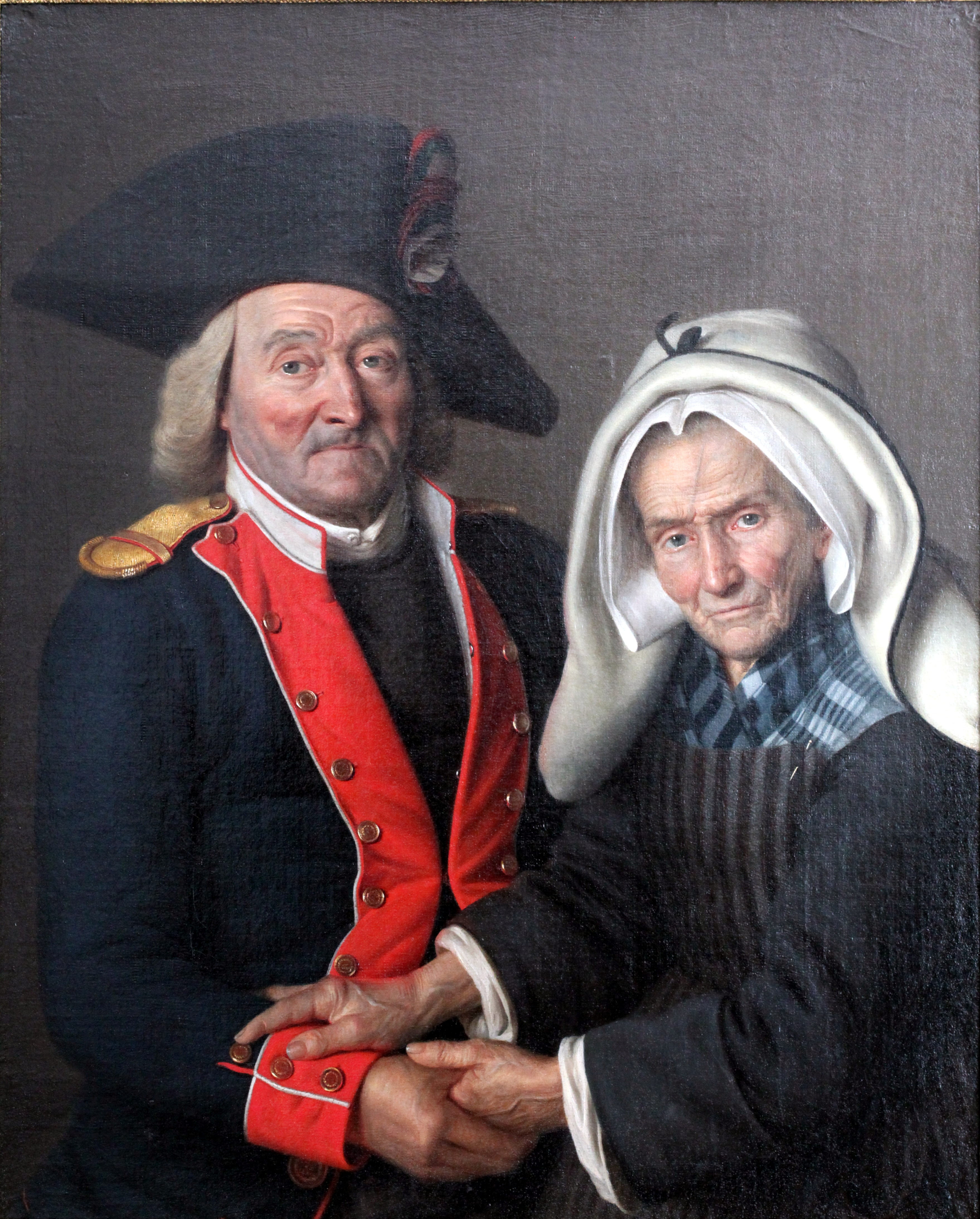
Худ. Ремі Фюрсі Дескарсі. «Національний гвардієць з дружиною», 1791, Музей французької революції Візіль
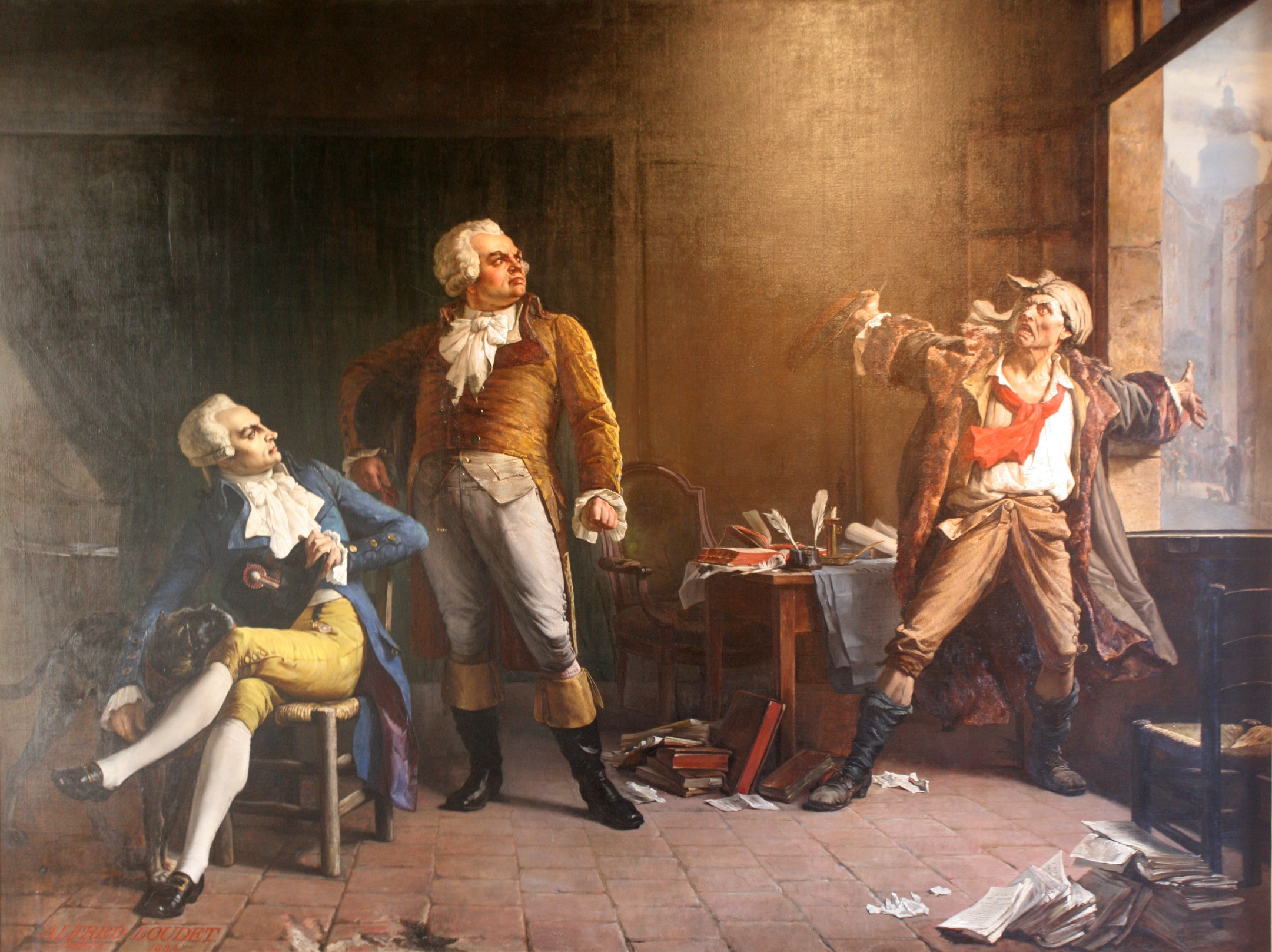
Худ. Альфред Люде (Alfred Loudet), «Робесп'єр, Дантон і несамовитий Жан-Поль Марат», 1882
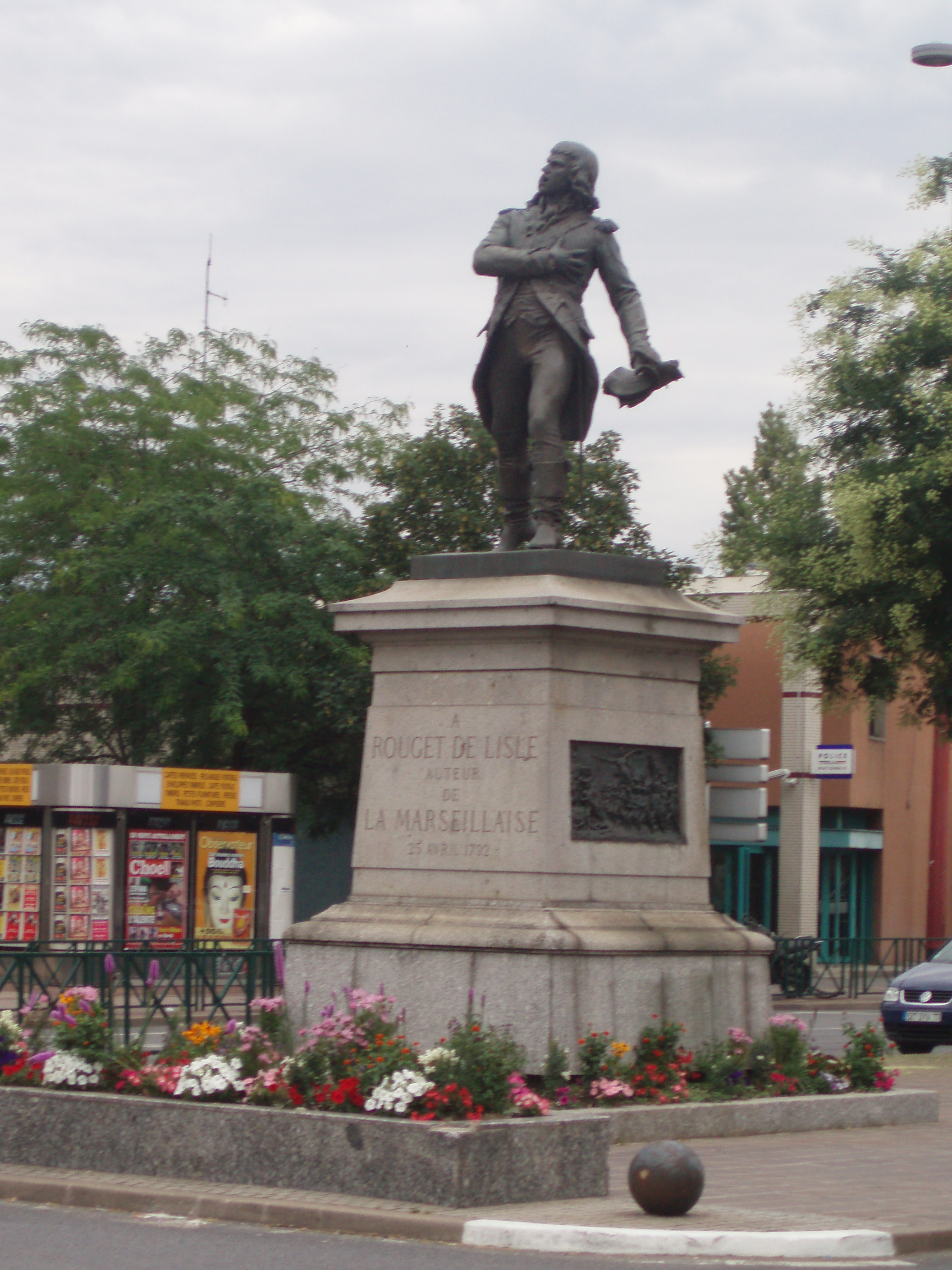
Монумент Роже де Лілю, автору «Марсельєзи», мелодія якої стала гімном Франції
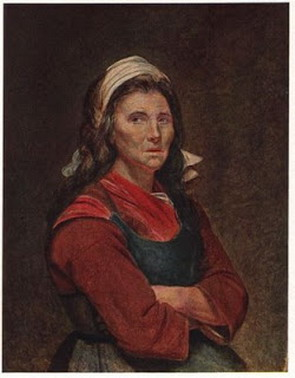
Жак-Луї Давід. «Зеленщиця», 1795, Лувр